# Storia della Germania

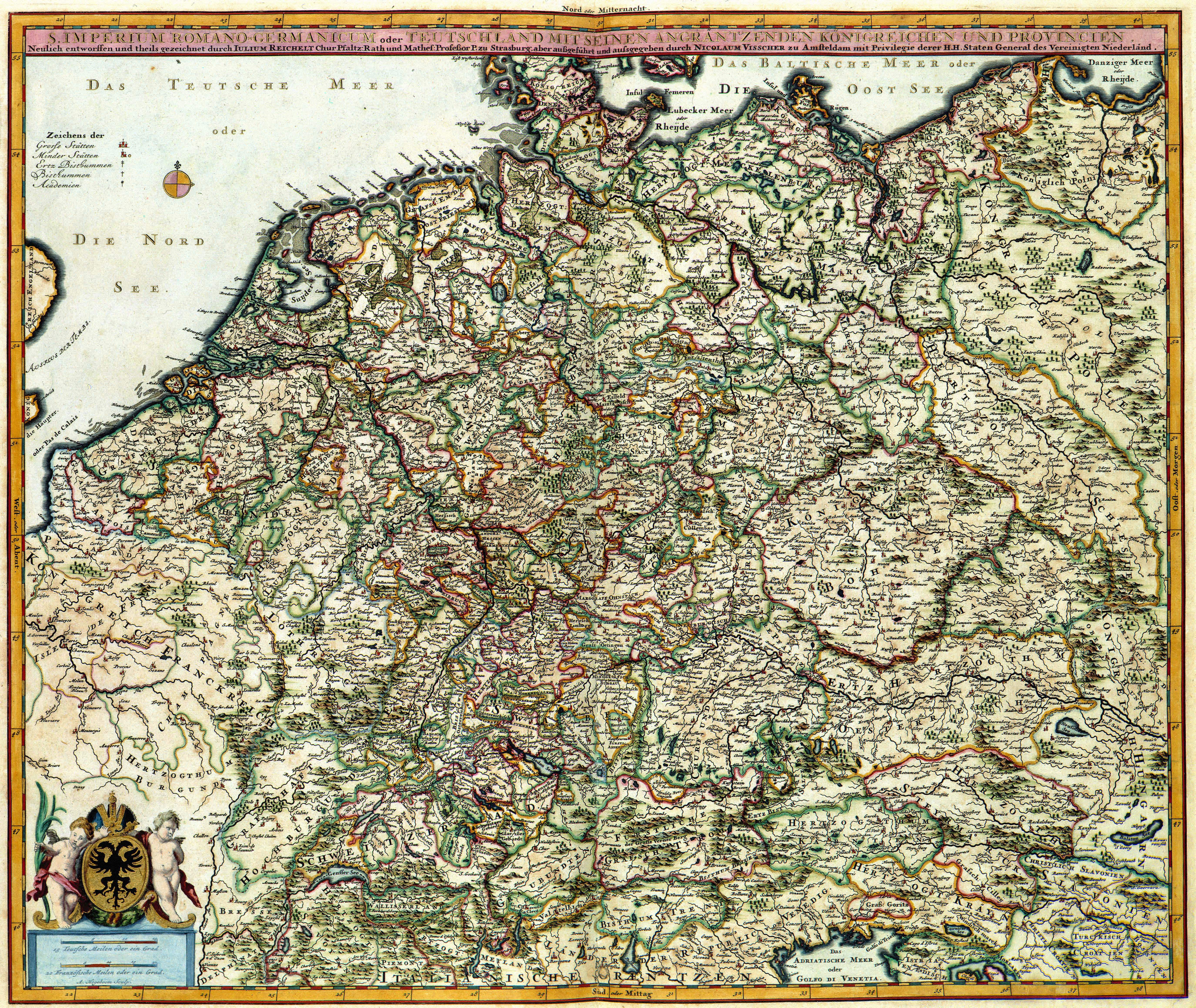
Impero romano-germanico intorno al 1690

La storia della Germania è caratterizzata da una grande complessità, ed è strettamente dipendente dalla definizione politico-geografica che si vuole dare al termine stesso di "Germania". Per Gaio Giulio Cesare tutti i territori al di là del fiume Reno erano Germania, in contrapposizione alla Gallia che comprendeva i territori al di qua dello stesso fiume. In età antica dunque, la Germania era sostanzialmente un'espressione geografica che l'Impero romano non riuscì mai a dominare in maniera completa e definitiva. In particolare la disfatta di Publio Quintilio Varo nella foresta di Teutoburgo ad opera di una coalizione di tribù germaniche guidate dai Cherusci determinò la rinuncia romana alla conquista in profondità dei territori oltre il Reno.
Dopo la caduta dell'Impero Romano, i Franchi riuscirono a sottomettere la maggior parte delle tribù germaniche occidentali. Quando nell'843 l'Impero Franco venne diviso tra gli eredi di Carlo Magno, la parte orientale del Sacro Romano Impero divenne il Regno dei Franchi orientali. Nel 962 Ottone I restaurò il Sacro Romano Impero, però senza la parte occidentale dell'impero Franco, cioè l'attuale Francia.
Nel Medioevo i principi e duchi guadagnarono potere ai danni del potere imperiale. Gli imperatori venivano eletti dai principi ed incoronati dal Papa. Nel XVI secolo la Germania settentrionale abbracciò le teorie di Martin Lutero mentre la parte meridionale restò cattolica. I protestanti e i cattolici tedeschi si scontrarono duramente nella guerra dei trent'anni (1618-1648). La lunga guerra lasciò vaste aree della Germania spopolate. La pace di Vestfalia sancì il tramonto dell'ideale dell'impero universale, dando spazio invece al sistema degli stati.
Dopo le guerre napoleoniche (1803-1815), la Germania iniziò ad intraprendere la strada della modernizzazione. In questo periodo fiorì la vita intellettuale e culturale tedesca. Il Regno di Prussia divenne una potenza continentale. Dopo i falliti moti rivoluzionari del 1848, l'unificazione venne raggiunta nel 1871 con la nascita dell'impero tedesco che però escludeva l'Austria. All'inizio del XX secolo, l'economia tedesca era la più ricca d'Europa. Acquisendo alcuni territori in Africa, in Asia e in Oceania, l'impero tedesco era in grado di contrastare la supremazia francese e britannica in campo coloniale. Nella prima guerra mondiale, l'impero tedesco, affiancato da Austria-Ungheria e Impero ottomano, combatté contro l'Impero russo ad oriente e contro la Francia, la Gran Bretagna e gli Stati Uniti ad occidente. Uscita sconfitta dal conflitto, la Germania dovette subire un'umiliante trattato di pace nel 1919. Oltre a perdere le colonie d'oltremare e alcuni territori metropolitani, doveva pagare ingenti danni di guerra. L'imperatore Guglielmo abdicò e l'aristocrazia perdette gran parte delle sue prerogative, ma non il suo ascendente sull'esercito. La Repubblica di Weimar tentò di operare in uno Stato democratico.
Dopo la Grande depressione i tedeschi iniziarono a perdere fiducia nel governo, iniziando a polarizzarsi, da una parte nell'estrema sinistra con i movimenti comunisti, dall'altra nel partito nazionalsocialista di Adolf Hitler. Nel 1933 Hitler riuscì a monopolizzare il potere e a imporre uno Stato totalitario. Anche se il regime di Hitler riuscì a migliorare l'economia tedesca, iniziò già subito a perseguitare le minoranze, soprattutto quella ebraica. La politica estera aggressiva di Hitler riuscì a conquistare facilmente l'Austria e la Cecoslovacchia, ma nello sforzo di conquistare la Polonia, provocò l'inizio della seconda guerra mondiale. Dopo aver firmato un patto di non aggressione con l'Unione Sovietica, la Germania nazista riuscì a conquistare gran parte dell'Europa continentale, però non a sottomettere la Gran Bretagna. Dopo la fallita invasione dell'Unione Sovietica nel 1941, la Germania nazista iniziò ad indietreggiare su tutti i fronti. Gli alleati anglo-americani bombardarono gran parte delle città tedesche. Nel maggio 1945 la Germania nazista venne definitivamente sconfitta. Dopo aver perso ancora ampi territori in favore della Polonia e dell'Unione Sovietica, la Germania venne divisa in due Stati: Repubblica Federale di Germania (RFG), Repubblica Democratica Tedesca (RDT). Dalle regioni orientali di Germania, iniziò l'esodo di milioni di tedeschi verso la RFG e, in misura minore, verso la RDT. A partire dagli anni 1950 la RFG iniziò a diventare una nazione prospera, mentre la RDT stentava ad uscire dalla crisi. Nel 1961 a Berlino venne innalzato il muro, che simboleggiò per quasi un trentennio, la divisione tra Est e Ovest. Nel 1989 il comunismo collassò, causando la fine della RDT; i territori dell'ex Germania comunista furono incorporati nella RFG. Il recupero economico dell'est fu più lento del previsto. Dopo la riunificazione, la Germania divenne sempre più integrata nell'Unione europea. Nel 2002 la Germania abbandonò il marco tedesco per adottare l'euro.

## Preistoria e Protostoria

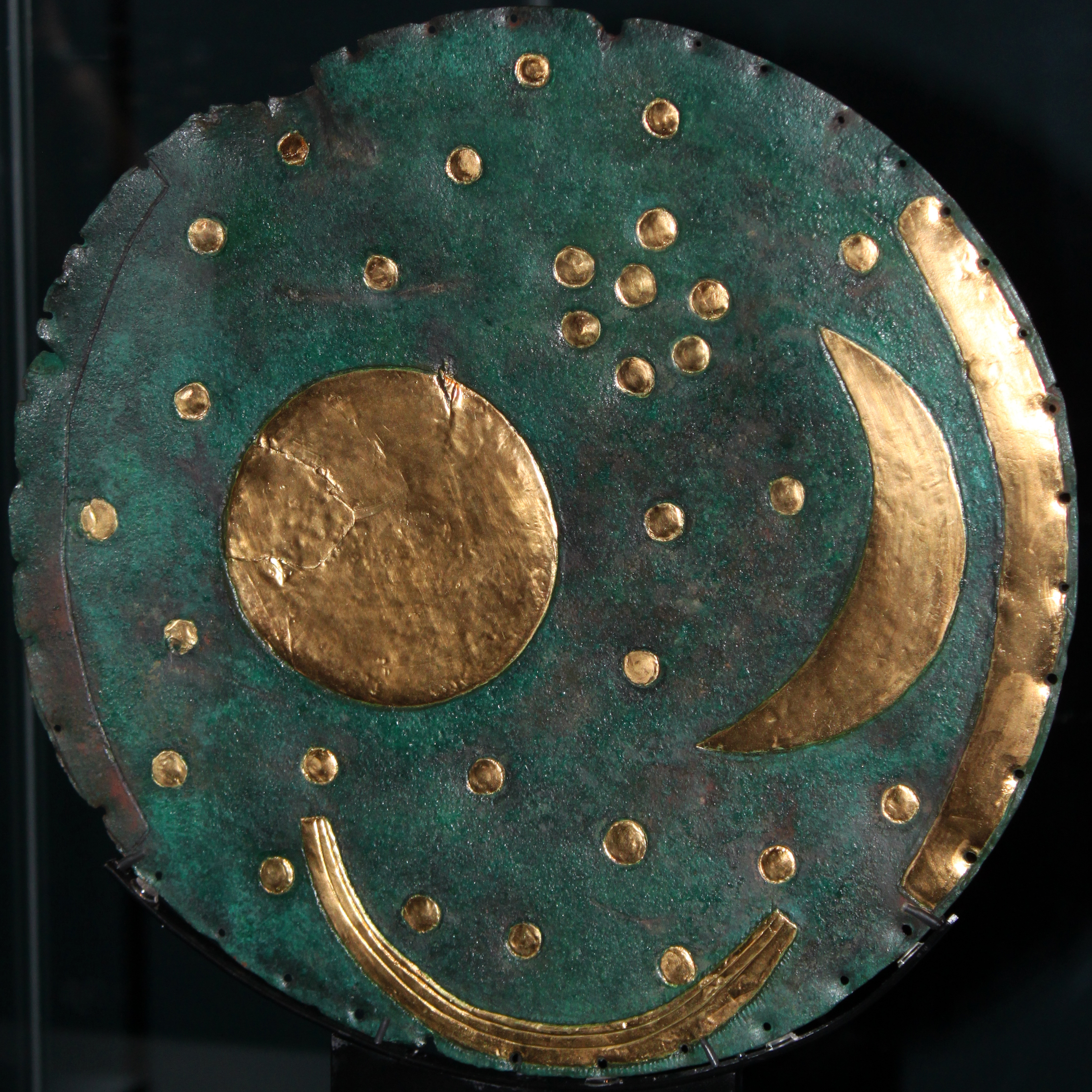
Disco di Nebra

L'attuale territorio della Germania venne abitato dai primi ominidi (Homo heidelbergensis) almeno a partire da 600 000 anni fa. L'Uomo di Neanderthal, che prese nome dalla valle di Neander, si impose dal 100 000 a.C. mentre la comparsa dell'Uomo moderno si ebbe fra il 40 000 e il 35 000 a.C. circa. La Germania fu investita dall'Era glaciale nel 30 000-10 000 a.C. Il neolitico ha inizio in Germania nel VI millennio a.C. con la cultura della ceramica lineare, succeduta nel neolitico medio e recente dalle culture di Rössen e di Michelsberg. Altre importanti culture medio-neolitiche diffuse in Germania furono la cultura del bicchiere imbutiforme, costruttrice di megaliti, e la cultura di Wartberg, anch'essa parte del circuito del megalitismo. Nel sud erano presenti inoltre la cultura di Pfyn e la cultura di Altheim.
Tra la fine del IV e l'inizio del III millennio a.C., le culture dette delle anfore globulari e della ceramica cordata segnano, secondo la teoria kurganica, l'arrivo delle prime tribù indoeuropee provenienti da est. La cultura del vaso campaniforme, proveniente da ovest, investì gran parte del territorio tedesco fra il III e la prima metà del II millennio a.C. e venne seguita nei secoli successivi dall'età del bronzo scandinava nell'estremo nord, dalla cultura di Unetice e gruppi correlati (Adlerberg, Straubing ecc.), dalla cultura dei tumuli e infine dalla cultura dei campi di urne. Un importante reperto dell'età del bronzo tedesca è il Disco di Nebra datato al 1 600 a.C.
Le differenze nella cultura materiale tra la Germania settentrionale e quella meridionale suggeriscono una prima differenziazione tra i popoli germani e i celti. Nel sud della Germania durante il I millennio a.C. si diffondono le culture di matrice celtica di Hallstatt e La Tène, mentre nel nord un'importante cultura dell'epoca è quella di Jastorf (Germani); nel nord-ovest e nel centro della Germania emergono rispettivamente il gruppo di Harpstedt-Nienburg e la "cultura delle urne a forma di casa". All'inizio del I secolo a.C. le tribù germaniche iniziarono ad espandersi verso sud ed est entrando in contatto con le popolazioni celtico-galliche, baltiche, slave e iraniche dell'Europa centro-orientale.

## Tribù germaniche e lotta contro Roma

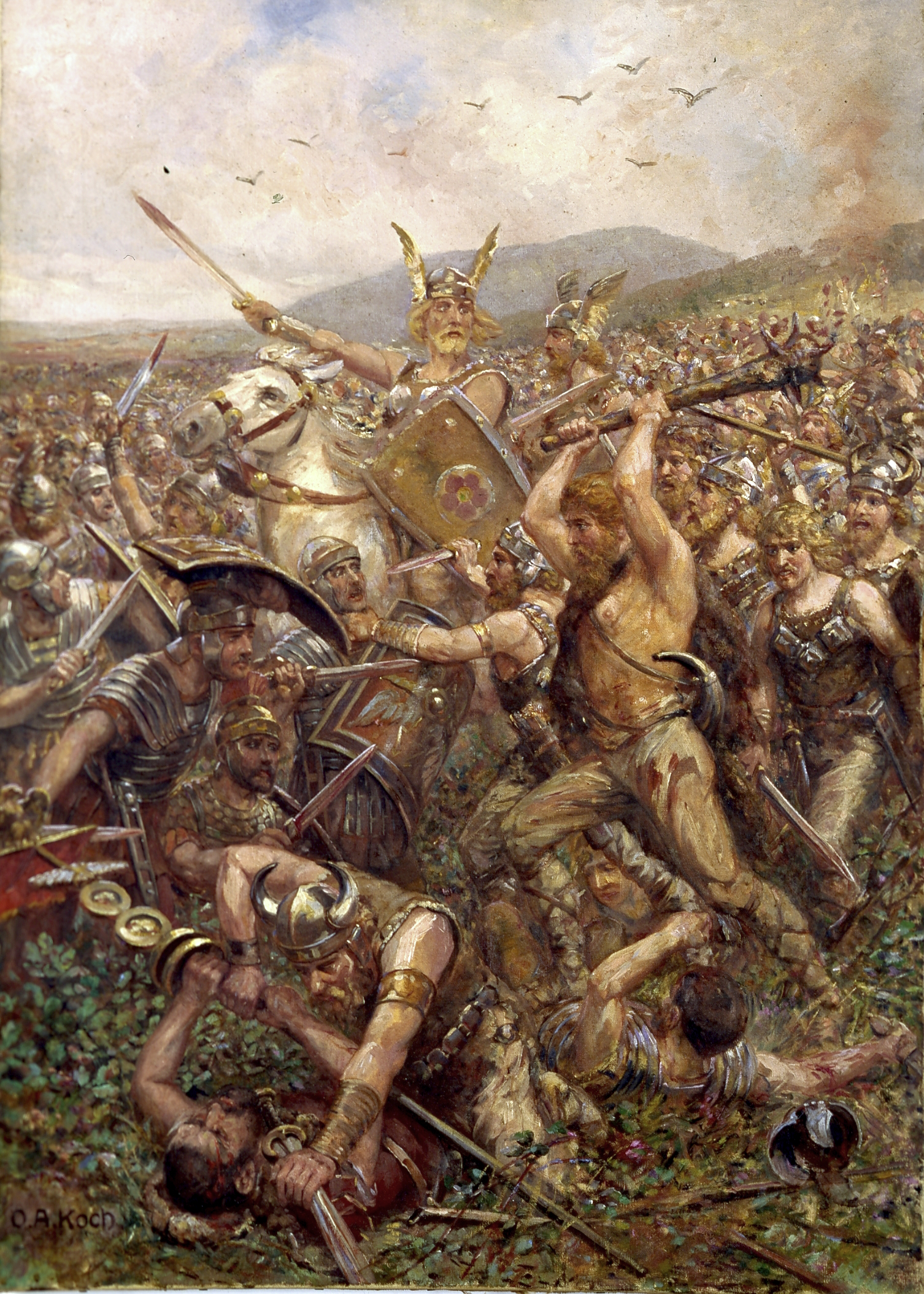
Battaglia della foresta di Teutoburgo, Otto Albert Koch Varusschlacht

La prima importante occasione di contatto fra l'area germanica e le civiltà mediterranee avvenne nel 55 a.C., quando il comandante romano Gaio Giulio Cesare attraversò il fiume Reno. Stando al De bello Gallico, l'esercito romano costruì un immenso ponte di legno in soli dieci giorni. Cesare si ritirò in Gallia dopo aver saputo che gli Svevi si stavano ribellando.
All'epoca dell'imperatore Augusto, il generale Publio Quintilio Varo, governatore dal 7 d.C. della Germania resa provincia romana probabilmente dopo le campagne militari del 12-9 a.C., nel 9 d.C. venne sconfitto da Arminio, capo della tribù dei Cherusci, nella Foresta di Teutoburgo; Roma perse i territori posti tra il Reno e l'Elba. Nel 16 d.C. Arminio venne sconfitto dal generale Germanico nella battaglia di Idistaviso, tuttavia l'imperatore Tiberio volle mantenere i confini romani con la Germania attestati lungo il fiume Reno. Anche se vennero create due province con il nome di Germania Inferior e Germania Superior, la gran parte dell'attuale territorio della Germania non entrò, se non temporaneamente tra la fine del I secolo a.C. e l'inizio del I secolo d.C. come sopra menzionato, a far parte dell'Impero Romano. Verso la fine del I secolo d.C., più o meno all'epoca in cui venne scritta la Germania di Publio Cornelio Tacito, le tribù germaniche erano stanziate lungo il Reno. Dopo l'anno 200 iniziarono le prime incursioni germaniche nell'impero romano.

### Il Regno dei Franchi

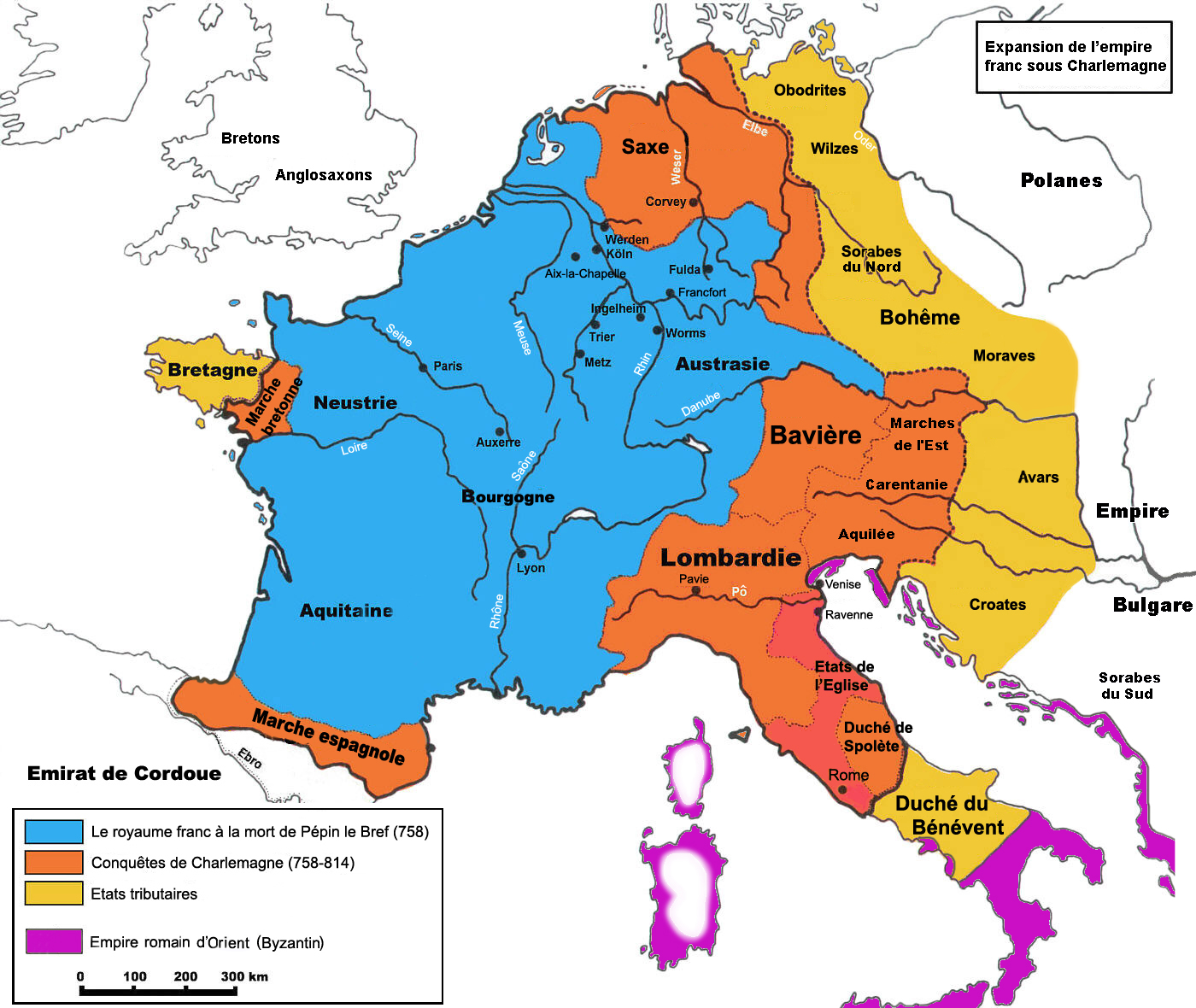
Impero carolingio tra il 768 e il 811

Facendo seguito ad un secolo e mezzo di crescente pressione sulla frontiera Romana, le tribù di Vandali, Burgundi, Alani e Svevi stazionate lungo il Reno, attraversarono il fiume nel 406-407, stabilendo successivamente dei Regni Germanici di breve durata in parte delle moderne Francia e Spagna. I re merovingi della tribù germanica dei Franchi conquistarono la Gallia settentrionale nel 486.
Tra il Quinto e il Sesto secolo i Franchi sottomisero altre tribù germaniche. Nel 496 la Svevia divenne un Ducato Franco, a seguito della battaglia di Tolbiac. Già a quest'epoca il re Clotario I dominava gran parte dell'attuale Germania, da cui partiva per incursioni verso la Sassonia. La Germania meridionale restava tuttavia sotto influenza ostrogota. La parte più orientale del dominio dei Franchi, corrispondente all'attuale Germania centroccidentale, veniva denominata Austrasia. I Sassoni si stabilirono ad est del fiume Unstrut. Nel 718 Carlo Martello attaccò i Sassoni, accusati di aiutare i Neustriani. Nel 743 Carlomanno attaccò ancora i Sassoni, accusati di aver prestato aiuto ad Odilone di Baviera. Nel 751 Pipino il Breve assunse, con l'unzione della Chiesa, il titolo di Re dei Franchi. Nella seconda metà del secolo Ottavo i re Franchi potevano godere dell'alleanza della Chiesa cattolica, così il re Franco Carlo Magno si lanciò in una lunga campagna militare contro i Sassoni e gli Avari conquistando la Baviera nel 788 e la Bassa Sassonia nell'804 che furono sopraffatti e costretti a convertirsi al cattolicesimo. Carlo venne incoronato Imperatore nell'anno 800, e il suo regno si estendeva su quasi tutta la Francia e la Germania odierne, formando il nucleo di entrambe le future nazioni.

## Il Sacro Romano Impero

Il Sacro Romano Impero germanico durante la sua massima estensione

Dal 771 all'814 Carlo Magno estese il suo dominio all'Italia settentrionale, inglobando il regno longobardo, e a gran parte dell'attuale Germania sconfiggendo gli Avari e i Sassoni. L'autorità sull'Europa di Carlo Magno venne ribadita con la sua incoronazione come imperatore avvenuta a Roma nella notte di Natale nell'800. Il Sacro Romano Impero venne diviso in Contee e i confini erano difesi dalle Marche di frontiera. Carlo Magno creò il feudalesimo. Il feudalesimo è un concetto secondo cui un signore, il capo, deve avere dei vassalli, servi che proteggevano il signore. Per diventare vassalli si faceva un giuramento. Ai migliori in guerra veniva affidato un beneficio, un terreno che poi divenne feudo. Nei feudi i vassalli avevano l'immunità giudiziaria e potevano costruire castelli. A volte i vassalli erano più ricchi del loro signore o anche del re stesso. Le fortezze imperiali, tra cui Aquisgrana, divennero centri economici e culturali di una certa importanza. Tra l'843 e l'880, a seguito delle lotte intestine fra i carolingi, il Sacro Romano Impero venne diviso. La parte ad oriente del fiume Reno si sviluppò nel Regno dei Franchi orientali. Nella prima parte del Decimo secolo i popoli germanici dei Franchi, degli Swabi, dei Sassoni e degli Avari erano uniti sotto il regno di Enrico di Sassonia.
Nel 936 Ottone di Sassonia venne incoronato ad Aquisgrana. Ottone cercò di rinforzare l'autorità imperiale con la riaffermazione degli antichi diritti carolingi sulle nomine ecclesiastiche. Ottone strappò ai duchi ed agli altri nobili il diritto di nominare i vescovi e gli abati. Inoltre Ottone cercò di riavviare il programma carolingio di inviare missioni per convertire al cristianesimo i popoli nelle terre dell'Europa orientale. Ottone continuò a sostenere il celibato per il clero, di modo tale che le nomine ecclesiastiche non divenissero ereditarie. Ottone fece diventare i vescovi e gli abati che aveva nominato dei veri principi dell'impero e, in questo modo, fu in grado di formare una sorta di Chiesa nazionale. Nel 951 Ottone, sposandosi con la regina Adelaide d'Italia, venne incoronato re d'Italia. Nel frattempo le minacce esterne vennero respinte con la decisiva vittoria sugli Ungari ad Augusta nel 955. Inoltre vennero assoggettate le popolazioni slave che si stanziarono tra i fiumi Elba e Oder. Ottone I mise sotto protettorato il regno di Borgogna. Nel 1033, all'epoca dell'imperatore Corrado II (il primo imperatore della dinastia salica), il Regno di Borgogna fu formalmente incorporato al Sacro Romano Impero.
Il Papato di Roma era caduto in declino negli anni precedenti all'incoronazione di Ottone I. Durante il regno di Ottone, si completò la secolarizzazione del papato poiché il Papa divenne un burattino dei tiranno locale, Alberico II, figlio di Alberico I e di Marozia che controllò Roma dal 932 al 954. La crisi raggiunse il suo apice quando il figlio di Alberico si elesse papa Giovanni XII. Ottone marciò su Roma e spinse Giovanni XII fuori da trono papale e presidiò sul sinodo che depose Giovanni XII. Ottone allora insistette con l'elezione del proprio candidato, che si insediò al trono papale con il nome di Leone VIII (963-965). Il popolo di Roma elesse papa Benedetto V, ma Ottone impedì a Benedetto di insediarsi. Dopo la morte di Leone VIII, avvenuta nel 965, l'imperatore e la Chiesa raggiunsero un compromesso con l'elezione di Giovanni XIII. Dopo la morte di Giovanni XIII, nel 972, Ottone insistette nuovamente per un suo candidato, che divenne poi papa Benedetto VI. Questa serie di interventi da parte dell'imperatore sulle questioni papali diede inizio al controllo imperiale sul papato per gli anni successivi. Nel 962 Ottone I venne incoronato imperatore a Roma, prendendo così la successione di Carlo Magno, e ciò portò ad instaurare una forte influenza franca sul papato. Le interferenze imperiali sugli affari ecclesiastici non migliorarono la condizione della Chiesa, poiché cambiò solo il detentore del potere. Ci fu così un forte impulso per riformare la Chiesa, che però non venne dalle alte gerarchie ecclesiastiche, ma dai monasteri. Il monastero di Cluny divenne il centro focale di questo impulso per riformare la Chiesa.
Durante il regno di Enrico III (1039-1056), l'impero sostenne il movimento cluniacense. L'autorità imperiale sul papato raggiunse il suo massimo. A Goslar venne costruito un palazzo imperiale (Kaiserpfalz Goslar). Intanto il Sacro Romano Impero continuava la sua espansione ad oriente.
Tra l'imperatore Enrico IV e papa Gregorio VII iniziò la lotta per le investiture, cioè sulla questione spinosa delle nomine episcopali. Dopo essere stato scomunicato, l'imperatore dovette sottomettersi al papa nel 1077. Nel 1122 con il Concordato di Worms venne raggiunta una temporanea riconciliazione tra papato e impero. La lotta per le investiture ebbe la conseguenza, a lungo termine, di indebolire la chiesa nazionale tedesca e di rafforzare i principi locali.
Durante l'epoca delle crociate venne fondato l'ordine teutonico.
A partire dall'anno 1100 vennero fondate nuove città nelle vicinanze delle fortezze imperiali, dei castelli, dei palazzi imperiali e dei monasteri. Le città si svilupparono ed iniziarono ad emanare i primi statuti municipali, mentre la popolazione rurale restava in uno stato di servitù. In particolare, alcune città divennero libere città imperiali, le quali non dipendevano da vescovi o da principi locali, ma erano direttamente soggette all'imperatore. Le libere città erano governate da patrizi di estrazione borghese. I lavoratori delle città libere si associarono in corporazioni. Intanto si incrementò il commercio verso nord e verso est, così i maggiori centri mercantili si associarono nella Lega anseatica.

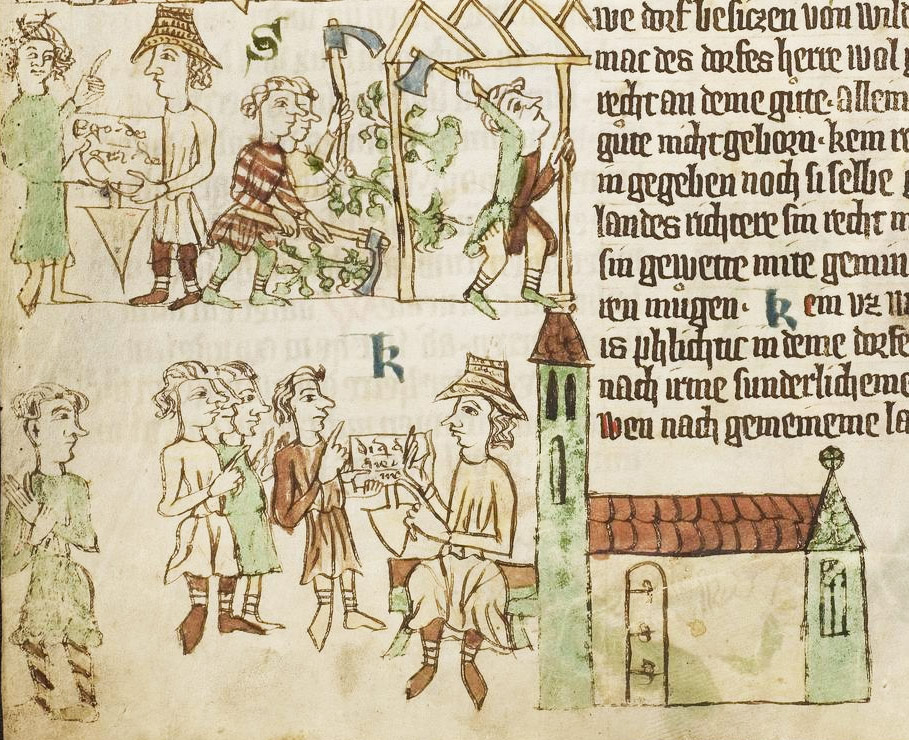
Diritto tedesco applicato nell'Europa orientale.
Lo Sachsenspiegel ("Specchio Sassone") raffigura la Ostsiedlung: il Locator (con un cappello speciale) riceve la carta di fondazione dal signore della terra. I coloni disboscano la foresta e costruiscono le case. Il locatore agisce come giudice nel paese.

La colonizzazione tedesca e la costituzione di nuove città e nuovi villaggi venne avviata in territori abiatati da popolazioni slave ad est dell'Elba, come la Boemia, la Slesia, la Pomerania e la Livonia (Ostsiedlung).
Enrico V, pronipote di Corrado II, divenne imperatore nel 1106. Il regno di Enrico V iniziò in un periodo di guerre civili, che andavano avanti fin dal regno del padre Enrico IV. Sperando di ottenere il controllo della Chiesa all'interno dei territori imperiali, Enrico V nominò Adalberto di Saarbrucken nella carica di arcivescovo di Magonza. Similmente a Thomas Becket una cinquantina di anni dopo in Inghilterra, Adalberto iniziò in modo deciso a sostenere le posizioni della Chiesa sulle autorità secolari, imperatore compreso. Questo portò a una grave crisi nel 1111, che fu una continuazione della lotta per le investiture tra papato ed impero. La Chiesa riaffermava il suo diritto a nominare, o a "investire", le persone negli uffici ecclesiastici. Sebbene la crisi del 1111 venne in parte risolta con il Concordato di Worms del 1122, la lotta tra papato ed impero continuò in Germania per gli anni che seguirono. Dopo la morte di Enrico V, avvenuta nel 1125, alcuni magnati dell'impero sostenevo l'elevazione al trono del duca di Svevia Federico di Hohenstaufen, nipote di Enrico. Tuttavia l'opposizione, guidata da Adalberto e dall'arcivescovo di Colonia, era molto forte, così i magnati elessero imperatore il duca di Sassonia Lotario di Supplimburgo. Lotario III fu un capo capace in una difficile situazione e per rafforzare la sua posizione, Lotario fece sposare la sua unica figlia ad Enrico di Baviera. Da questo matrimonio, Enrico di Baviera divenne anche erede del Ducato di Sassonia e ciò lo rese il principe più potente della Germania, nonché l'erede naturale alla successione imperiale. Tuttavia dopo la morte di Lotario, avvenuta nel 1137, i magnati si rifiutarono di eleggere imperatore Enrico di Baviera, così preferirono tornare a invocare l'elezione di un Hohenstaufen. Nel frattempo Federico di Hohenstaufen era morto e come duca di Svevia era diventato il figlio Federico (il futuro Federico Barbarossa).
I mangati si accordarono nell'elezione di Corrado III, fratello di Federico di Hohenstaufen e zio di Federico Barbarossa. Uno dei primi atti di Corrado III fu la revoca dei due ducati ad Enrico di Baviera. Questo atto provocò la guerra civile in Germania meridionale e l'impero si divise in due fazioni. La fazione che sosteneva Enrico di Baviera venne chiamata "Welfs" (Guelfi), mentre l'altra fu denominata "Waiblings" (Ghibellini), che prendevano nome, rispettivamente dal capospitite del duca di Baviera e da Waiblingen, la residenza degli Hohenstaufen. Inizialmente i guelfi rappresentavano l'indipendenza ecclesiastica e i particolarismi territoriali, mentre i ghibellini rappresentavano il rafforzamento dell'autorità imperiale. Siccome gli interessi della Chiesa erano implicati nella lotta tra queste fazioni, questa lotta ebbe un seguito anche in Italia. La lotta tra le due fazioni continuò per diverso tempo e con il passare del tempo, la lotta non aveva più alcuna relazione con la contesa iniziale.
Tra il 1152 e il 1190, durante il regno di Federico I venne raggiunto un compromesso con i rivali guelfi, con la concessione ad Enrico il Leone del Ducato di Baviera. Con il privilegium minus, nel 1156 l'Austria divenne un ducato separato.
Nel 1180 Enrico il Leone venne bandito e il Ducato di Baviera venne dato a Otto Wittelsbach, mentre la Sassonia venne divisa.
Nel 1184-1186 l'impero degli Hohenstaufen raggiunse il suo apice, con il matrimonio del figlio di Federico Barbarossa, Enrico (il futuro Enrico VI di Svevia) con la principessa normanna Costanza d'Altavilla. Il potere dei signorotti feudali venne minato dalla nomina di ufficiali imperiali. La vita di corte fiorì, portando allo sviluppo della cultura tedesca.

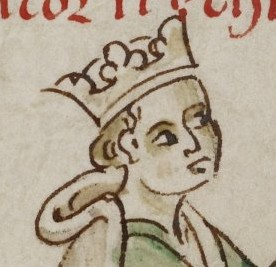
Federico II

Tra il 1212 e il 1250 Federico II instaurò uno Stato burocratico moderno. Riesumò il sogno di conquista dell'Italia, entrando in collisione con il papato. In Germania garantì ampi poteri ai principi secolari ed ecclesiastici, causando la nascita di staterelli indipendenti. La lotta con il Papa indebolì la forza dell'impero, poiché Federico II venne scomunicato per ben tre volte. Dopo la sua morte gli Hohenstaufen non furono più la dinastia regnante. In seguito ci fu un periodo di interregno nel quale non ci fu un imperatore d'occidente.
A partire dal 1226, sotto gli auspici di Federico II, i cavalieri teutonici iniziarono la conquista della Prussia dopo essere stati chiamati nella Terra di Chełmno dal duca polacco Corrado I di Masovia. Dopo lunghe lotte gli antichi prussiani (di etnia baltica) vennero sottomessi e cristianizzati dai cavalieri teutonici. In seguito vennero fondate molte città tedesche lungo la riva orientale del Mar Baltico. Tuttavia a partire dal 1300 l'impero iniziava a perdere territori in tutte le sue frontiere.
Il fallimento delle negoziazioni tra Luigi IV con il papato portò, nel 1338, alla dichiarazione di Rhens, con la quale non serviva la conferma papale in caso che l'elezione dell'imperatore fosse avvenuta con il beneplacito della maggioranza dei grandi elettori.
Tra il 1346 e il 1378 l'imperatore Carlo IV cercò di ristabilire l'autorità imperiale.
Attorno alla metà del Trecento la Germania, come il resto dell'Europa, venne investita dalla peste nera. Gli ebrei vennero perseguitati per motivi religiosi ed economici e molti di loro furono costretti a fuggire in Polonia.
Con la Bolla d'Oro del 1356 venne stipulato che in futuro l'imperatore doveva venir scelto da quattro principi secolari (il re di Boemia, Il Conte Palatino del Reno, il duca di Sassonia e mangravio del Brandeburgo) e tre principi spirituali (gli arcivescovi di Magonza, di Treviri e di Colonia).
Dopo la grave epidemia di metà Trecento, si sviluppò il sistema protocapitalista e, poco alla volta, sostituì il feudalesimo. La famiglia dei Fugger divenne prominente nelle attività mercantili e finanziarie e diventò finanziatrice dei principi secolari ed ecclesiastici.
L'antico ceto cavalleresco iniziò a perdere il monopolio sull'abilità militare a favore degli eserciti composti da mercenari e da soldati di ventura. Le ruberie divennero comuni. Dal 1438, gli Asburgo, che controllavano la parte sudorientale dell'impero, mantennero uno stretto controllo sull'imperatore fino al 1806. Questa situazione diede impulso ad una crescente frammentazione statuale della Germania.
Tra la fine del Quattrocento e l'inizio del Cinquecento Massimiliano I tentò di riformare l'impero: venne instaurata una corte suprema imperiale e vennero imposte delle tasse imperiali, mentre i poteri della Dieta imperiale vennero aumentati. Queste riforme vennero mortificate dalla continua frammentazione dell'impero.

## La Riforma e la Guerra dei Trent'anni
Attorno all'inizio del Cinquecento, nei confronti della Chiesa romana ci fu molto scontento nel Sacro Romano Impero causato dagli abusi delle indulgenze; ci si mescolava al desiderio di profonde riforme.
Nel 1515 iniziò la rivolta dei contadini frisoni. Comandata da Pier Gerolfs Donia e Wijard Jelckama, migliaia di frisoni combatterono contro l'espropriazione delle loro terre da parte di Carlo V. Le ostilità terminarono nel 1523 quando gli ultimi capi della ribellione furono catturati e poi decapitati.

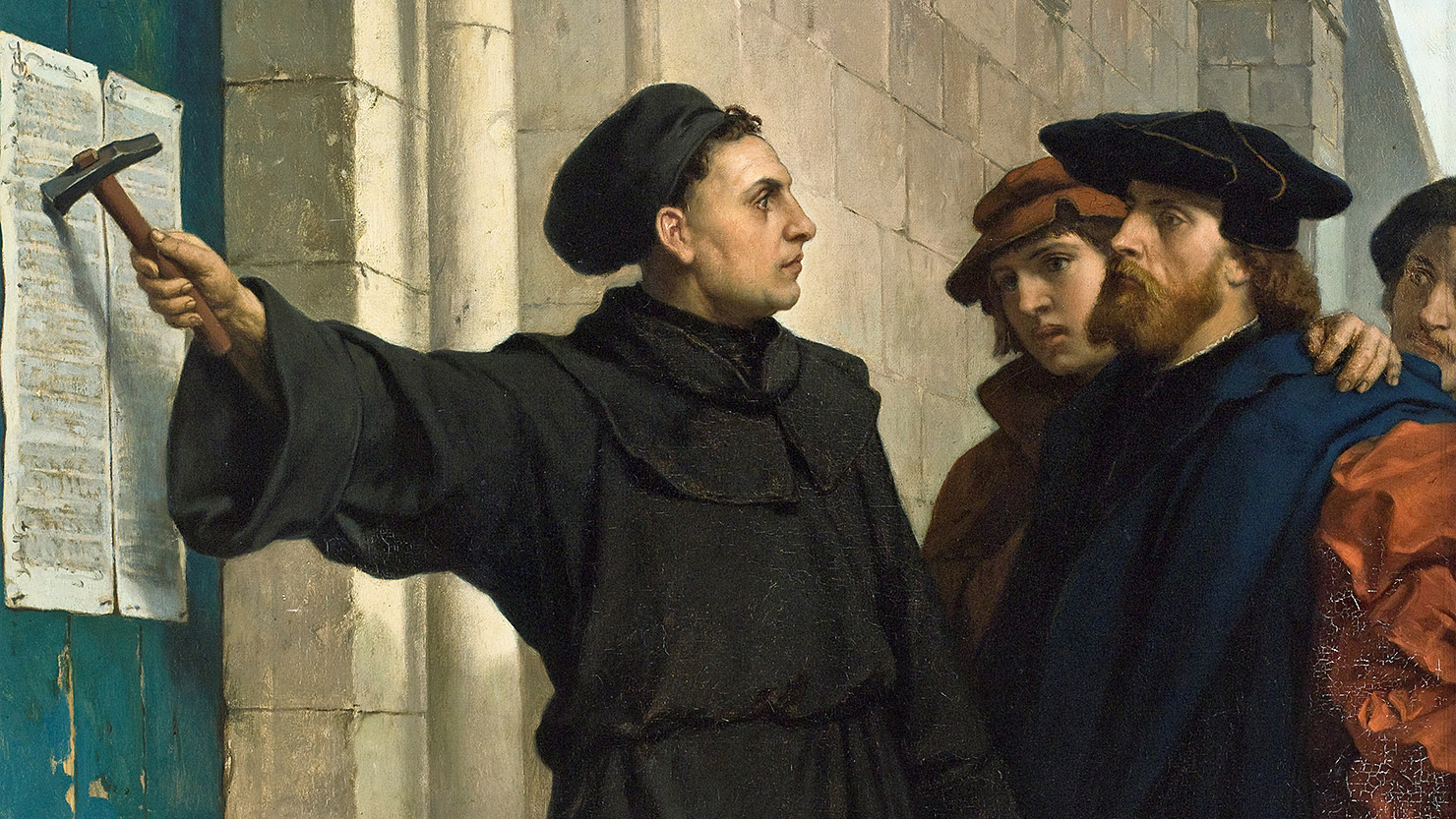
Lutero espone le 95 tesi

Nel 1517 Martin Lutero pubblicò le sue 95 tesi sulla piazza della sua città, ma non le inchiodò sulla porta della chiesa di Wittenberg come comunemente risaputo. Più plausibile sembra che uno sconosciuto abbia staccato le 95 tesi dal suo luogo originario per attaccarle alla porta della Chiesa. La lista indicava le 95 asserzioni con la quale Martin Lutero denunciava la corruzione e la cattiva linea di condotta della Chiesa Cattolica. Uno degli esempi più citati, ma che per Martin Lutero non era il più grave problema, era la condanna della vendita delle indulgenze; un altro punto preminente tra le 95 Tesi era l'abuso di potere da parte dell'alto clero, Papa compreso. Nonostante le Tesi di Lutero venissero condannate con l'editto di Worms del 1521, in quegli anni il movimento riformatore crebbe facilmente grazie anche alle contemporanee guerre dell'imperatore Carlo V con la Francia e con l'Impero ottomano. Nascosto a Wartburg, Martin Lutero tradusse la Bibbia dal latino al tedesco, ponendo le basi per la lingua tedesca letteraria.
Nel 1524, seguendo le prediche dei preti riformisti contro la nobiltà, scoppiò la guerra dei contadini tedeschi in Svevia, in Franconia e in Turingia. La rivolta, benché spalleggiata da alcuni nobili guerrieri come Götz von Berlichingen e Florian Geyer (nella Franconia) e dal teologo Thomas Müntzer (in Turingia), venne tuttavia repressa dai principi territoriali. Si stima che circa 100 000 contadini vennero massacrati durante la rivolta. Con la Seconda Dieta di Spira del 1529, i principi luterani vennero messi in minoranza. Siccome la minoranza non voleva conformarsi alle decisioni prese dalla Dieta, essi si misero "a protestare" contro la maggioranza (da qui il termine "protestante").
Dal 1545 iniziò in Germania il periodo della Controriforma. La maggior forza della controriforma cattolica fu data dall'Ordine dei Gesuiti. A partire da questo periodo la Germania centrale e nordorientale diventò protestante, mentre la parte meridionale ed occidentale restò prevalentemente cattolica. Nel 1547 Carlo V sconfisse la Lega di Smalcalda, un'alleanza di principi protestanti.
La Pace di Augusta portò al riconoscimento della fede luterana da parte di Carlo V. Tuttavia il trattato stipulò che la religione di uno Stato doveva essere la religione del principe (Cuius regius, eius religio).
Nel 1556 Carlo V abdicò dal trono. L'impero degli Asburgo da allora venne diviso, poiché si formarono due dinastie separate.
Nel 1608-1609 si formarono l'Unione evangelica e la Lega cattolica.

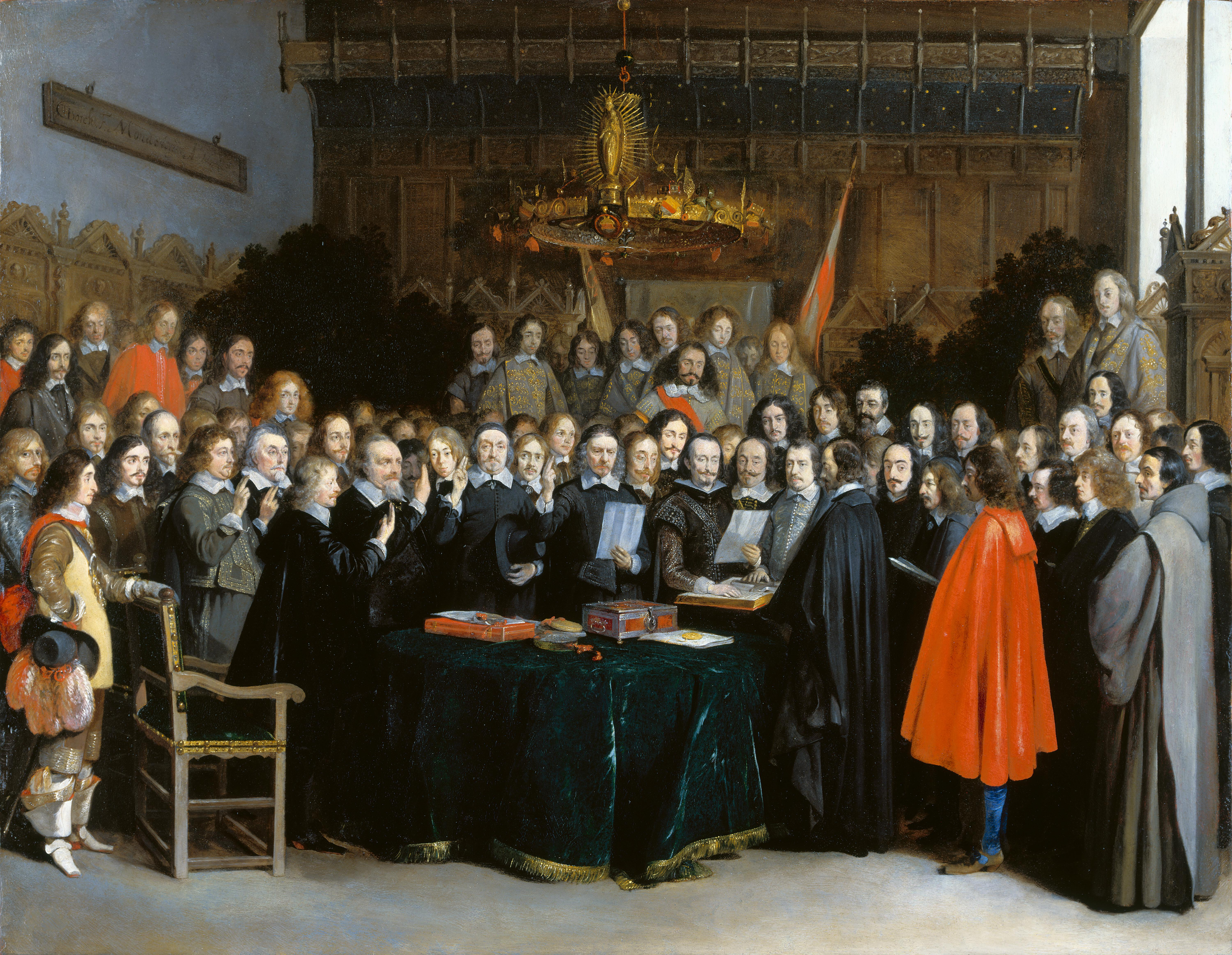
Ratificazione del trattato di Muenster, Gerard Terborch, 1648

Dal 1618 al 1648 la guerra dei Trent'anni devastò il Sacro Romano Impero. Tra le cause di questa lunga guerra sono: i conflitti religiosi tra protestanti e cattolici, gli sforzi dei vari principi dell'impero per accrescere il proprio potere e il tentativo da parte imperiale di ripristinare l'unità religiosa e politica dell'impero. L'occasione propizia per scatenare la guerra venne a seguito della rivolta della nobiltà protestante della Boemia (Defenestrazione di Praga), tuttavia la guerra coinvolse gran parte dell'Europa con l'intervento di re Cristiano IV di Danimarca, re Gustavo Adolfo di Svezia e della Francia, sotto la reggenza del cardinale Richelieu. La Germania divenne il principale teatro di guerra tra la Francia e gli Asburgo per il predominio in Europa. La guerra dei Trent'anni provocò la devastazione di gran parte della Germania, la perdita di un quinto della sua popolazione, nonché ad un generale impoverimento.
La guerra dei Trent'anni terminò nel 1648 con la pace di Vestfalia, firmata a Münster e a Osnabrück: alcuni territori imperiali furono persi a favore della Francia e della Svezia e i Paesi Bassi settentrionali lasciarono il Sacro Romano Impero dopo essere stati indipendenti de facto per almeno 80 anni. Il potere imperiale iniziò a declinare quando i poteri dei principati territoriali iniziavano a crescere.

## Dalle paci di Vestfalia alla dissoluzione dell'Impero

Il Sacro Romano Impero dopo la pace di Vestfalia del 1648

Dal 1640 iniziava la crescita politica-militare della Prussia-Brandenburgo sotto la guida del Grande Elettore Federico Guglielmo. Con la pace di Vestfalia la Prussia si trovò rafforzata con l'acquisizione della Pomerania Orientale. Venne instaurato un sistema di potere basato sull'assolutismo.
Nel 1701 il Grande Elettore Federico di Brandeburgo venne incoronato "Re di Prussia". Dal 1713 al 1740 Re Federico Guglielmo, conosciuto anche come il "re soldato", instaurò uno Stato fortemente centralizzato.
Nel frattempo re Luigi XIV di Francia conquistò parte dell'Alsazia e della Lorena (1678-83) e devastò il Palatinato (1688-97). Luigi XIV trasse beneficio dai problemi dell'impero con i turchi, i quali stavano minacciando l'Austria. Tuttavia alla fine Luigi XIV dovette abbandonare il Palatinato.
Nel 1683 i Turchi Ottomani vennero sconfitti alle porte di Vienna da un esercito di soccorso guidato dal principe polacco Jan Sobieski, mentre la città stessa resistette all'assedio grazie alla strenua difesa delle truppe imperiali sotto la guida di Carlo IV di Lorena, del principe Eugenio di Savoia e dell'elettore Massimiliano Emanuele di Baviera. Venne riconquistata l'Ungheria, ed in seguito divenne la meta per i coloni tedeschi. L'Austria, sotto la dinastia degli Asburgo, divenne una grande potenza.

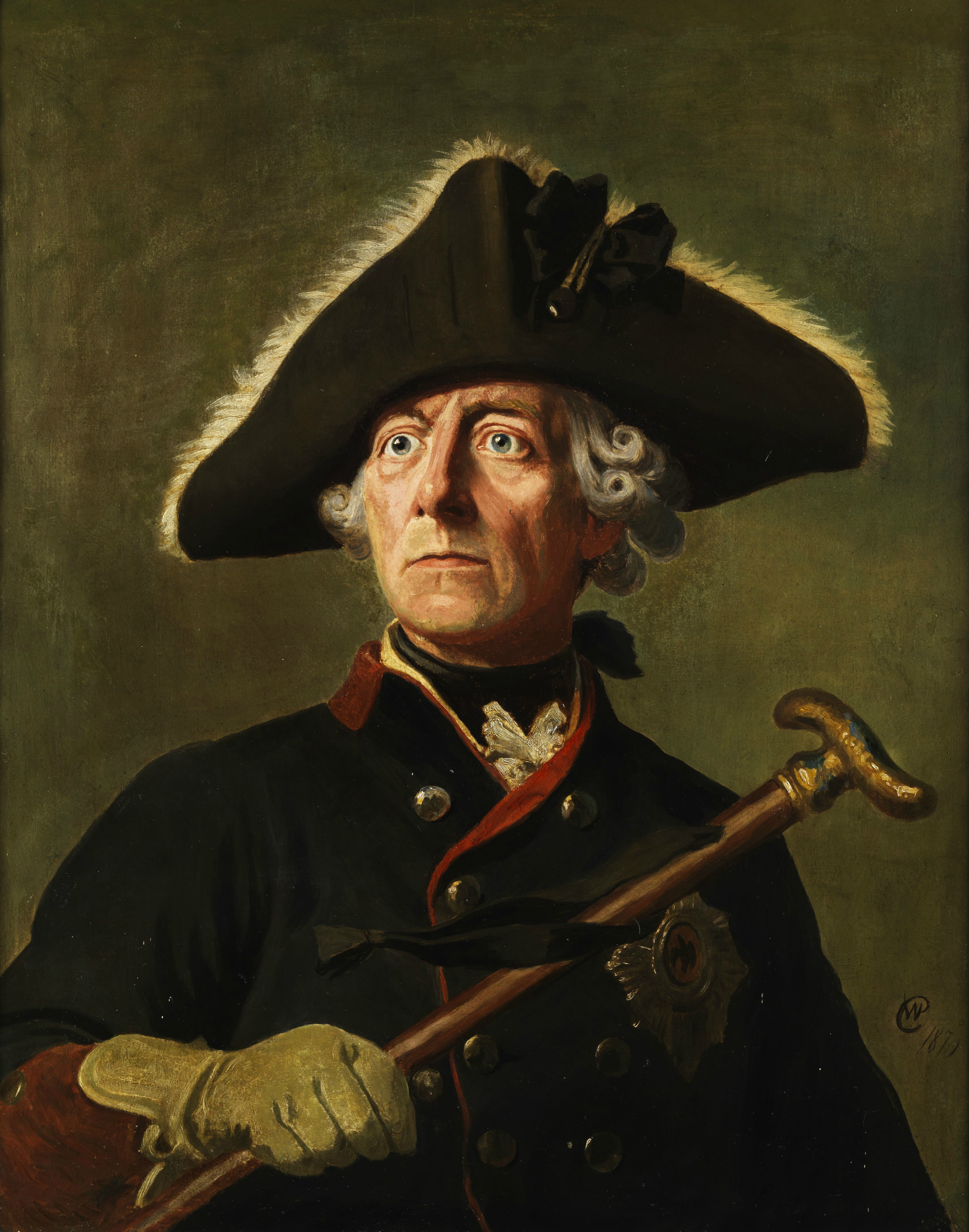
Federico II di Prussia

Il regno di Prussia (evidenziato in verde) nel 1789

Nella guerra di successione austriaca (1740-1748) Maria Teresa combatté con successo per ottenere il riconoscimento della sua successione per il trono d'Austria, ma a seguito della prima, della seconda guerra di Slesia e della guerra dei Sette Anni dovette cedere la Slesia a Federico II di Prussia. Dopo la pace di Hubertsburg del 1763 tra Austria, Prussia e Sassonia, la Prussia iniziò a diventare una grande potenza europea; questo diede inizio alla rivalità tra Austria e Prussia per la leadership in Germania.
A partire dal 1763, nonostante le resistenze della nobiltà, in Austria e in Prussia venne instaurato il regime dell'"assolutismo illuminato", con il quale il principe diventava "il primo servo dello stato". L'economia si sviluppò e vennero intraprese alcune importanti riforme di tipo giuridico, tra cui l'abolizione della tortura. Iniziò l'emancipazione dei contadini. Vennero prese misure per l'obbligo scolastico.
Nel 1772-1795 la Prussia prese parte alla spartizione della Polonia.
Nel 1792 la Prussia e l'Austria furono le prime potenze a dichiarare guerra alla Francia rivoluzionaria. Nel 1795 la Francia invase i Paesi Bassi austriaci e la riva sinistra del Reno e la Prussia abbandonò la guerra. L'Austria continuò a combattere la Francia fino al 1797 fino a che non venne sconfitta dall'armata di Napoleone Bonaparte in Italia e firmò il Trattato di Campoformio con il quale perdette i Paesi Bassi meridionali e Milano e guadagnò Venezia.
Nel 1799 le ostilità con la Francia ripresero nella guerra della seconda coalizione. Il conflitto terminò con la pace di Luneville del 1801. Nel 1803, con la "Reichsdeputationshauptschluss" (una risoluzione della Dieta imperiale a Ratisbona), Napoleone abolì quasi tutti i principati ecclesiastici e secolari e le libere città. Si formarono così, nella Germania sudoccidentale, stati di media grandezza, mentre nella parte nordoccidentale, la Prussia acquisì nuovi territori.
Nel 1805 scoppiò la guerra della terza coalizione. L'esercito austriaco, comandato da Karl Mack von Leiberich venne sconfitto a Ulma da Napoleone. I francesi occuparono Vienna e nel dicembre 1805 sconfissero ad Austerlitz un'armata austro-russa. Successivamente l'Austria dovette cedere Venezia e il Tirolo alla Francia e a riconoscere l'indipendenza della Baviera.
Il Sacro Romano Impero venne formalmente sciolto il 6 agosto 1806 quando l'ultimo imperatore, Francesco II, abdicò. Da quel momento gli Asburgo mantennero ancora il titolo di "imperatore" ma solo "di Austria". Nel 1806 venne fondata la Confederazione del Reno sotto protettorato napoleonico, che comprendeva gli stati minori della Germania.
La Prussia si sentì sempre di più minacciata dalla presenza di truppe francesi in Germania, perciò ne chiese il ritiro. Quando la Francia rifiutò l'invito, la Prussia dichiarò guerra. Il risultato fu disastroso per i prussiani poiché vennero sconfitti nella battaglia di Jena-Auerstedt. I francesi occuparono Berlino ed attraversarono l'oriente fino ad arrivare in Polonia. Il trattato di Tilsit pose fine alla guerra. La Prussia perse il 40% del suo territorio e dovette ridurre il suo esercito a 45000 uomini. Non ci fu alcuna rivolta da parte della popolazione contro gli occupanti francesi.
Dal 1808 al 1812 la Prussia venne ricostruita e vennero intraprese una serie di riforme amministrative e sociali. Tali riforme avevano lo scopo di incoraggiare lo spirito nazionalistico nel popolo. Venne anche intrapresa una riforma modernizzatrice dell'esercito dai generali Gerhard von Schamhorst e August von Gneisenau. Venne abbandonato il reclutamento delle truppe mercenarie e il sistema disciplinare divenne più umana. I soldati vennero incoraggiati a combattere per la patria e non, come in precedenza, perché lo comandava gli ufficiali.
Nel 1813 iniziò la guerra di liberazione a seguito della ritirata delle armate francesi dalla Russia. Dopo la battaglia di Lipsia, la Germania venne liberata dalla dominazione francese. Venne sciolta la Confederazione del Reno.
Nel 1815 Napoleone venne definitivamente sconfitto a Waterloo dall'esercito britannico, comandato dal Duca di Wellington, e da quello prussiano, comandato da Gebhard Leberecht von Blücher. La Prussia, dopo la guerra, guadagnò grandi porzioni di territorio nella Germania occidentale, compresa la maggior parte della Renania, mentre ad est acquisì la Sassonia e inoltre si riprese il territorio polacco perso nel 1806.

## La Confederazione Tedesca, ascesa della Prussia e unificazione

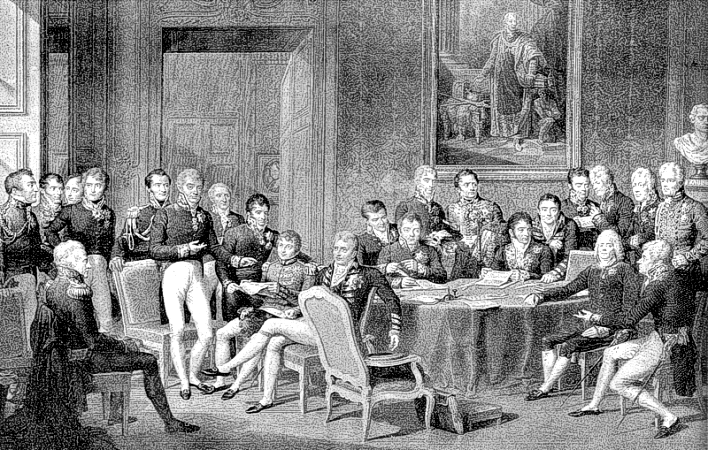
Il Congresso di Vienna in un dipinto di Jean-Baptiste Isabey (1767-1855)

Dopo la sconfitta finale di Napoleone a Waterloo, il Congresso di Vienna del 1815, sotto la direzione del principe austriaco Klemens von Metternich, ridisegnò la mappa dell'Europa. I principi politici accordati nel Congresso di Vienna includevano le restaurazione, la legittimità e la solidarietà dei principi per la repressione delle idee rivoluzionarie e nazionaliste. Nei territori dell'ex Sacro Romano Impero non venne formato uno Stato unitario tedesco, così al suo posto i diversi stati sovrani della Germania, circa una quarantina, formarono semplicemente una blanda confederazione, la Confederazione Tedesca, nella quale due componenti dominanti erano in competizione: Austria e Prussia, con una Dieta Federale (Bundestag) a Francoforte sul Meno. Sebbene fosse un grande progresso alla precedente frammentazione del settecentesco Sacro Romano Impero, che contava ancora centinaia di staterelli, la situazione non fu del tutto soddisfacente per molti nazionalisti e nei decenni successivi, in cui stava avviandosi la rivoluzione industriale in Germania, la Confederazione Tedesca divenne ingestibile. Inoltre non tutti erano soddisfatti del ruolo egemone dell'Austria.
Nel 1817, ispirati da ideali liberali e patriottici di una Germania unita, si riunirono nel castello di Wartburg in Turingia e in quell'occasione vennero bruciati i libri reazionari. Nel 1819 lo studente Karl Ludwig Sand assassinò lo scrittore reazionario August von Kotzebue perché aveva deriso le organizzazioni studentesche liberali. In quell'occasione il Principe Metternich utilizzò come pretesto il crimine per chiamare una conferenza a Karlsbad, dove parteciparono l'Austria, la Prussia e altri otto stati tedeschi e dove venne emanato il decreto di Karlsbad, in cui erano contenute misure che rafforzavano la censura. Il decreto diede inoltre l'inizio alla cosiddetta "persecuzione dei demagoghi", che era diretta contro coloro che erano accusati di propagare le idee liberali e rivoluzionarie.
Nel 1834 venne instaurato il Zollverein, una sorta di unità doganale che comprendeva la Prussia e la maggior parte degli stati tedeschi, ma che escludeva l'Austria. Poiché stava sviluppandosi l'industrializzazione, diventava sempre più necessario una Germania unita dal punto di vista monetario, economico, giudiziario e politico.

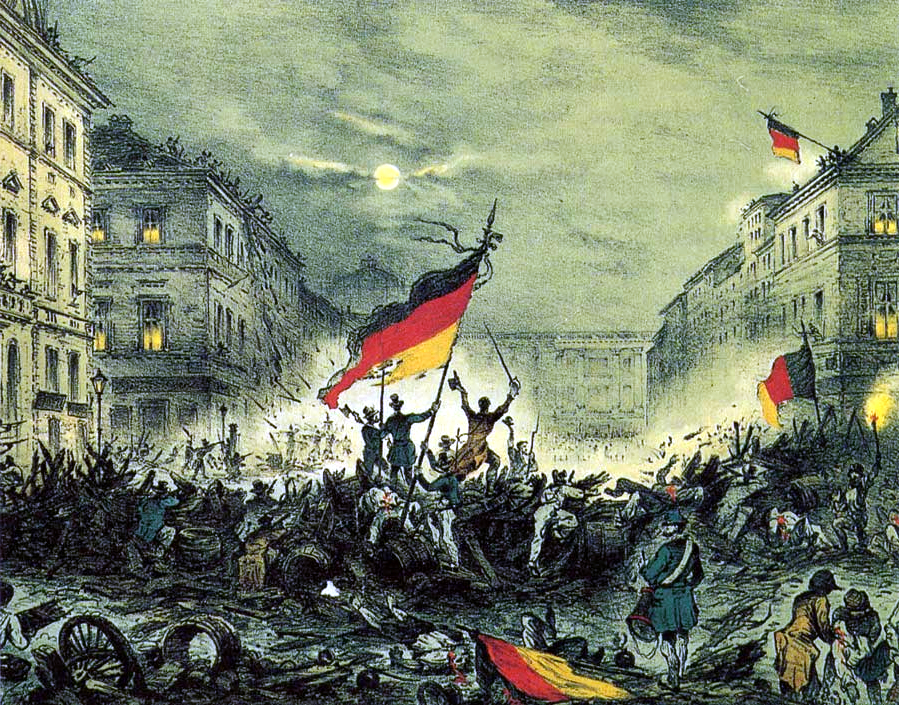
Rivoluzionari di Berlino nel marzo 1848

Nei decenni successivi, le monarchie dei vari stati si concentrarono sul tenere a bada le forze liberali, temendo che la Rivoluzione francese si ripetesse in Germania. Durante quel periodo, il liberalismo (ovvero la richiesta di riforme politiche in senso democratico) venne legata strettamente al nazionalismo (la richiesta di una Germania unita). Dopo una lunga contesa, nel 1848, la rivolta scoppiò a Berlino, e il re Federico Guglielmo IV di Prussia fu costretto a promettere ai dimostranti una monarchia costituzionale. Un'Assemblea Nazionale venne eletta per tutti gli Stati tedeschi, che convennero a Francoforte per stilare la nuova costituzione. Per il momento in cui questo fu fatto, comunque, il movimento si era ritirato, e re Federico Guglielmo si rifiutò di prendere la corona in quanto derivante da decisioni popolari e perciò senza alcun valore. La rivoluzione era fallita e il parlamento di Francoforte venne sciolto. Nel 1850 vennero riportati nei rispettivi troni i principi della Confederazione Tedesca.
Gli anni Cinquanta furono un periodo di politica reazionaria. Il dissenso venne fortemente perseguito e molti tedeschi emigrarono in America a seguito del collasso della rivoluzione del 1848. Federico Guglielmo di Prussia diventò sempre di più depresso e malinconico e fu circondato da uomini che patrocinavano il clericalismo e l'assolutismo. Il popolo prussiano perse l'interesse per la politica. Nel 1857 il re ebbe un colpo apoplettico e rimase infermo, fino alla sua morte, avvenuta nel 1861. Gli succedette il fratello Guglielmo. Sebbene molto conservatore, Guglielmo, rispetto al fratello, era più pragmatico e rifiutò il misticismo e le superstizioni.
La più significativa realizzazione di Guglielmo fu la nomina nel 1862 di Otto von Bismarck come cancelliere di Prussia. Bismarck, insieme al ministro della difesa Albrecht von Roon e a Helmuth von Moltke, pose le basi per l'unificazione tedesca.
Nel 1863-64 salì la tensione tra Danimarca e Prussia sulla regione dello Schleswig che, diversamente dall'Holstein, non fece mai parte della Confederazione tedesca e che i nazionalisti danesi volevano incorporare nel Regno di Danimarca. La disputa portò alla Seconda guerra dello Schleswig nel 1864. La Prussia, insieme all'Austria, riuscì a battere facilmente i danesi ed occupò lo Jutland. La Danimarca fu costretta a cedere i regni di Schleswig e di Holstein all'Austria e alla Prussia. In seguito, la tensione crebbe tra Austria e Prussia per il governo dei due ducati: mentre l'Austria era propensa a lasciarli indipendenti all'interno della Confederazione Tedesca, la Prussia voleva annetterseli. Tutto ciò portò alla guerra delle sette settimane nel 1866. A Sadowa, in Boemia, l'armata prussiana, più modernamente equipaggiata, riuscì a battere l'esercito austriaco. Dopo il conflitto, l'Austria, a parte Venezia, non perse territorio e pagò solo una modesta indennità per i danni di guerra. La sconfitta austriaca a Sadowa fu accolta con un grande shock, specialmente in Francia, poiché Napoleone III sperava che le due potenze si indebolissero in un lungo conflitto, per poi approfittarne e conquistare del territorio in terra tedesca. La Francia ora si trovava di fronte a una nuova superpotenza continentale: la Prussia.

## L'Impero Tedesco (1871-1918)

### Età di Bismarck
Dopo la vittoria a Sadowa aumentarono le tensioni con la Francia di Napoleone III. Nel 1868 la regina Isabella II di Spagna venne detronizzata dopo una rivoluzione, rendendo così vacante il trono spagnolo. Quando la Prussia tentò di insediare sul trono spagnolo il principe Leopoldo, un candidato degli Hohenzollern, la Francia protestò. Nel luglio 1870 la Francia dichiarò guerra alla Prussia, ma venne sconfitta. Si susseguirono una serie di vittorie tedesche nella Francia nordorientale. Una parte dell'esercito francese venne assediato a Metz. Dopo alcune settimane la maggior parte dell'esercito francese fu costretto a capitolare nella fortezza di Sedan. L'imperatore Napoleone III venne imprigionato e a Parigi venne improvvisamente proclamata una repubblica. Il nuovo governo repubblicano, capendo che la Germania vittoriosa avrebbe richiesto di acquisire nuovi territori, si decise a combattere. Così il nuovo governo iniziò a radunare nuove forze militari. Intanto i tedeschi si stavano preparando ad assediare Parigi. Parigi si arrese all'inizio del 1871. La Francia fu costretta a pagare un'ingente somma per i danni di guerra e a cedere alla Germania l'Alsazia e la Lorena. Fu una pace amara che lasciò la Francia assetata di rivincita.

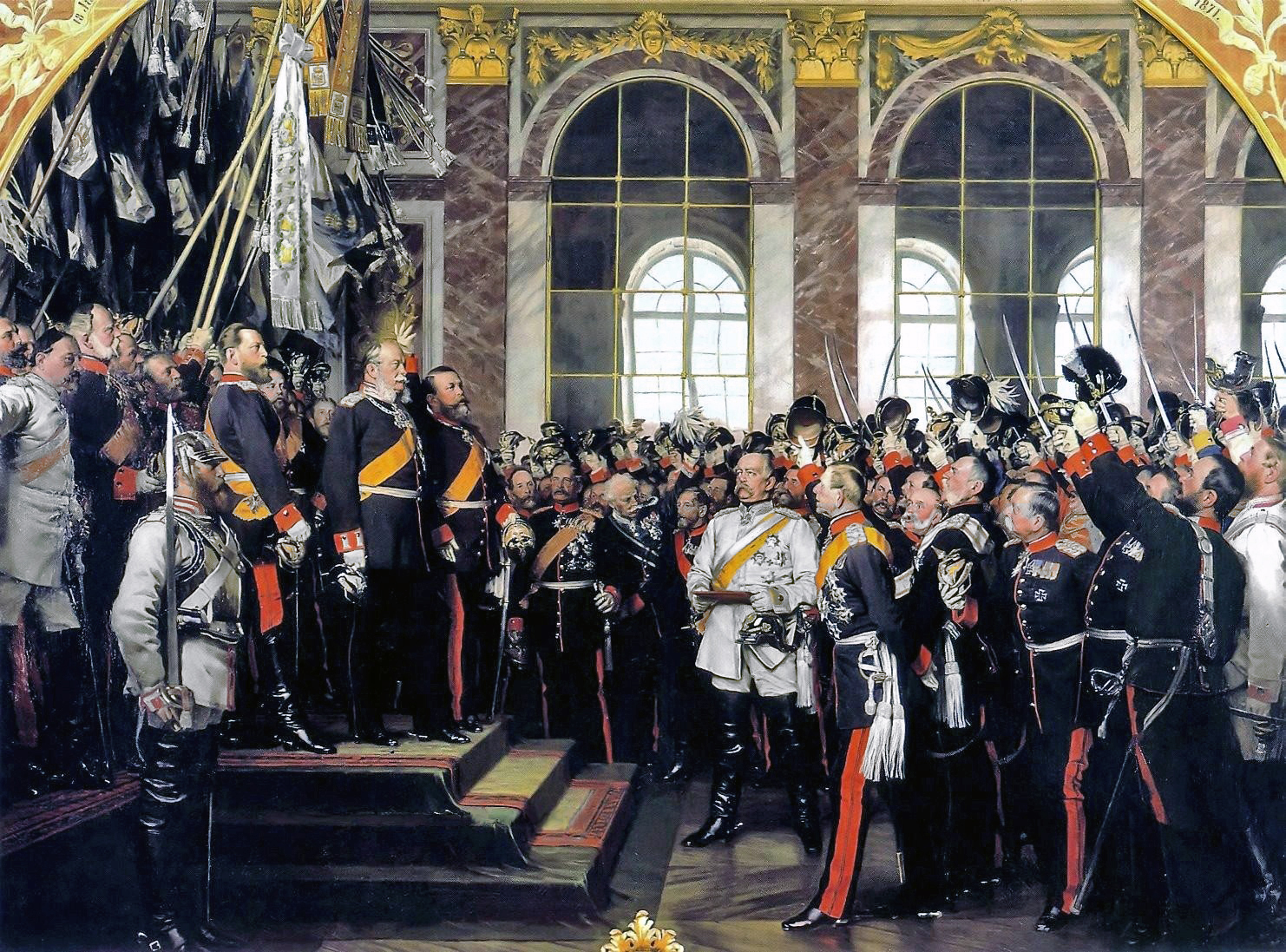
La proclamazione dell'Impero Tedesco a Versailles

I successi militari prussiani, particolarmente nella guerra austro-prussiana e nella guerra franco-prussiana (1870-1871), portarono alla formazione dell'Impero tedesco come stato nazionale dominato dall'influenza della Prussia. Durante l'assedio di Parigi, il 18 gennaio 1871, i principi tedeschi riuniti nella sala degli specchi a Versailles proclamarono Guglielmo di Prussia "Imperatore tedesco". Così venne fondato l'impero tedesco, formato da 25 stati, di cui tre città libere. Otto von Bismarck rimase cancelliere dell'impero. Venne scelta sostanzialmente la soluzione della "Piccola Germania" poiché l'Austria non venne inclusa nel nuovo impero. Il nuovo impero fu caratterizzato da un crescente entusiasmo, poiché la nazione tedesca stava diventando anche una vigorosa potenza industriale. Il cambiamento dal tranquillo ordine della Germania di antico regime fu improvviso, così molti nobili si risentirono di essere rimpiazzati nella gerarchia sociale dai nuovi ricchi di estrazione borghese. Tuttavia i nobili restavano testardamente attaccati al potere politico. Inoltre la nobilità restava un modello da imitare; infatti nella Germania imperiale si dava molto più peso a chi possedeva medaglie, rispetto a chi aveva il conto in banca più alto. Berlino non divenne mai un centro culturale di prima importanza come Londra, Parigi o Vienna. L'impero fu distintamente autoritario ed era retto da una monarchia costituzionale. Il parlamento (Reichstag) veniva eletto a livello nazionale e aveva il potere legislativo. Il governo era invece nominato dall'Imperatore (Kaiser) il Cancelliere del Reich, che rappresentava l'esecutivo. Questi non aveva però alcun potere di legiferare, a differenza dei colleghi degli Stati democratici parlamentari, ed era quindi dipendente dal Reichstag, che poteva in qualsiasi momento mettere in crisi il governo e costringerlo alle dimissioni. L'imperatore era anche il comandante supremo delle forze armate e l'arbitro indiscusso della politica internazionale. La costituzione garantiva tuttavia una certa libertà di parola, di stampa, di religione e di associazione. L'impero ebbe tre sovrani: Guglielmo I (già re di Prussia, fu proclamato imperatore a Versailles nel 1871), Federico III (1888, l'Anno dei tre imperatori), e Guglielmo II, che abdicò nel 1918 dopo la sconfitta nella prima guerra mondiale, pur continuando a mantenere il titolo di Re di Prussia inutilmente, dato che poco dopo fu proclamata la repubblica in Germania.

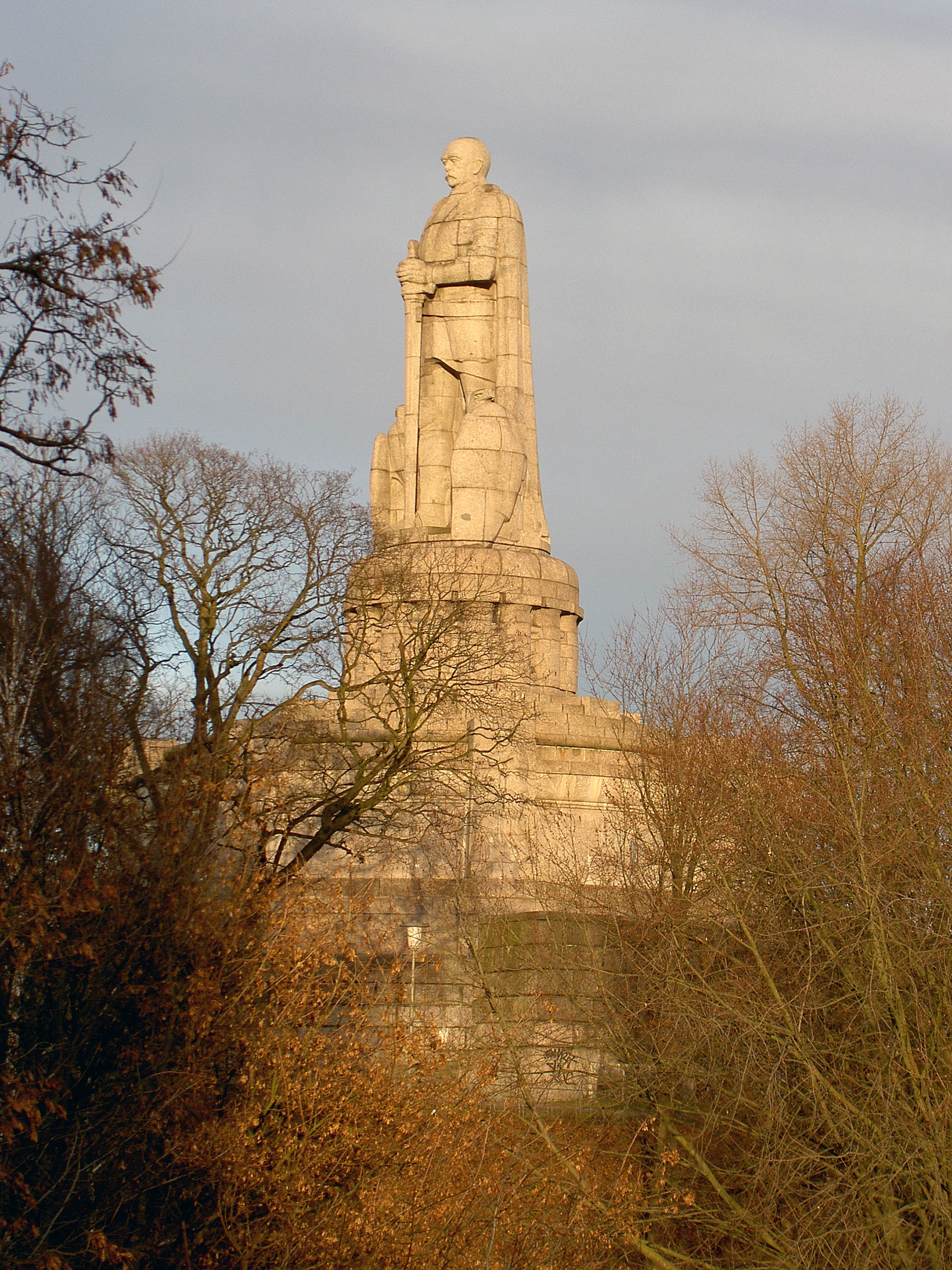
Monumento a Otto von Bismarck ad Amburgo

La politica domestica di Bismarck come cancelliere della Germania unita erano caratterizzate da una forte avversione verso i nemici, veri o presunti, dello Stato prussiano protestante. Nella cosiddetta Kulturkampf (1872-1878) si tentò di limitare l'influenza della Chiesa Cattolica e il suo braccio politico, il partito cattolico, attraverso varie misure, come l'introduzione del matrimonio civile, ma senza molto successo. La Kulturkampf era osteggiata non solo dai cattolici, ma anche dai protestanti, così dopo solo pochi anni venne abbandonata. Milioni di sudditi dell'impero tedesco non germanofoni, come francesi, danesi e polacchi, vennero discriminati. Fu anche attuata una politica di germanizzazione.
L'altra minaccia percepita da Bismarck fu l'ascesa del Partito Socialista, di cui lo scopo dichiarato era l'instaurazione di un nuovo ordine socialista attraverso la trasformazione delle esistenti condizioni politiche e sociali. A partire dal 1878 Bismarck tentò di reprimere il movimento socialista mettendolo al bando. Tuttavia attraverso la creazione dello stato sociale, Bismarck sperò di guadagnare le simpatie delle classi lavoratrici dell'impero.
La politica estera di Bismarck dopo il 1871 fu improntata alla conservazione e fu segnata soprattutto dal timore di una possibile alleanza franco-russa che, in caso di guerra, avrebbe intrappolato la Germania.

Stati dell'impero tedesco

Nel 1872 venne stipulata la Lega dei tre imperatori, un'alleanza tra Austria, Germania e Russia. Si dichiarò anche che il repubblicanesimo e il socialismo erano nemici comuni. e che le tre potenze avrebbero discusso insieme la politica estera. Bismarck aveva bisogno di intrattenere buone relazioni con la Russia, in modo da isolare la Francia. Nel 1877-78 la Russia intraprese una vittoriosa campagna militare contro l'impero ottomano e tentò di imporre il trattato di Santo Stefano. Questi avvenimenti agitarono la Gran Bretagna, poiché era preoccupata di preservare l'impero ottomano e di prevenire una possibile conquista russa del Bosforo. Nel 1878 la Germania ospitò il congresso di Berlino, nel quale venne accordato un trattato di pace. In seguito la Russia iniziò a mirare la sua espansione ad oriente, restando per molti anni inattiva in Europa. La Germania non aveva interessi diretti nei Balcani, anche se il re Carlo di Romania era un principe tedesco.
Nel 1879 Bismarck formò una Duplice alleanza tra Germania e Austria-Ungheria, con il fine di una reciproca assistenza militare in caso di attacco da parte della Russia, la quale non era soddisfatta degli accordi raggiunti a Berlino.
La nascita della Duplice Alleanza portò alla Russia di intrattenere delle posizioni più concilianti e nel 1887 Germania e Russia stipularono il Trattato di controassicurazione, nel quale le due potenze si accordarono per un mutuo aiuto militare in caso di attacco alla Germania da parte della Francia o di attacco alla Russia da parte dell'Austria-Ungheria.
Nel 1882 venne stipulata la Triplice alleanza tra Italia, Germania ed Austria-Ungheria. L'Italia volle difendere i suoi interessi coloniali in Nordafrica contrapponendosi alla politica coloniale francese. In cambio dell'aiuto tedesco e austriaco, l'Italia si impegnava di assistere la Germania nel caso fosse stata attaccata.
Per lungo tempo Bismarck si rifiutò di cedere alle ambizioni del principe Guglielmo di fare della Germania una potenza mondiale attraverso la conquista di colonie tedesche ("un posto al sole", da un discorso di Bernhard von Bülow). Ad ogni costo Bismarck voleva evitare tensioni con le grandi potenze europee, che avrebbero minacciato la sicurezza della Germania. Quando la situazione divenne favorevole, agli inizi degli anni ottanta, Bismarck diede avvio alle imprese coloniali, iniziando l'acquisizione di ampi territori in Africa, Asia e Oceania. Lo stesso Bismarck diede avvio nel 1885 alla Conferenza di Berlino, nella quale si stabilirono le linee guida per l'acquisizione del territorio africano. La conferenza fece da stimolo alla spartizione dell'Africa di fine Ottocento.
Quello dell'Impero fu un periodo di grande crescita economica ottenuta con l'industrializzazione, che arrivò relativamente tardi in Germania, ma anche di nazionalismo e militarismo, che è evidente nell'idea del Drang nach Osten. Il Trattato di Versailles del 1919, che mise fine alla prima guerra mondiale, ritenne la Germania responsabile dello scoppio della guerra, e trasferì grosse fette di territorio tedesco ai suoi vicini ad est e ovest. Questa volta le rivolte rivoluzionarie avrebbero portato la Germania al suo primo tentativo di stabilire una repubblica democratica.
Nel 1888 morì all'età di 90 anni il vecchio imperatore Guglielmo I. A Guglielmo I succedette il figlio Federico III, la speranza dei liberali tedeschi, ma al momento dell'incoronazione era già stato colpito di cancro alla gola e morì circa tre mesi dopo. Divenne imperatore Guglielmo II di Prussia, figlio di Federico III, all'età di 29 anni. Guglielmo II era l'antitesi dei vecchi conservatori come Bismarck, dedicandosi pienamente all'imperialismo in Asia e in Africa. Guglielmo cercò di fare della Germania una grande potenza mondiale anche rivaleggiando con la marina britannica. Bismarck cercò di emarginare l'energico imperatore ma senza successo e fu costretto a dimettersi nel 1890. Bismarck morì nel 1898, spendendo gli ultimi anni di vita a scrivere le sue memorie.

### Età guglielmina

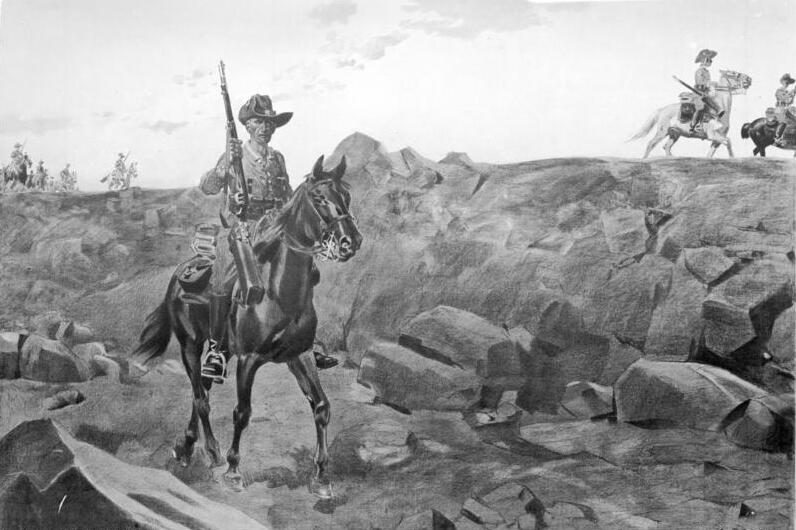
Reiter tedesco nell'Africa Tedesca del Sud-Ovest

Quando Bismarck si dimise, Guglielmo II dichiarò che avrebbe dato continuità alla politica estera del cancelliere. Tuttavia ben presto venne intrapreso un nuovo corso, con la pretesa di rinforzare la potenza tedesca nel mondo (Weltpolitik). Non venne rinnovato il trattato di controassicurazione con la Russia. Invece la Francia riuscì ad avvicinarsi alla Russia, stipulando un trattato di alleanza contro la Triplice Alleanza. La stessa Triplice era all'interno divisa tra le contese territoriali tra Italia e Austria-Ungheria.
A partire dagli ultimi anni dell'Ottocento, l'espansione coloniale tedesca in Asia orientale portò a frizioni con la Gran Bretagna, la Russia, il Giappone e gli Stati Uniti. La costruzione della ferrovia Berlino-Baghdad, finanziata da banche e da industrie pesanti tedesche, che aveva lo scopo di collegare il Mare del Nord con il Golfo Persico, attraverso il Bosforo, si scontrò con gli interessi economici e geopolitici russi e britannici.
Per proteggere il commercio tedesco d'oltremare, l'ammiraglio Alfred von Tirpitz avviò un programma di costruzioni di navi da guerra. Nel 1890 la Germania acquisì l'isola di Heligoland dalla Gran Bretagna, in cambio dell'isola africana di Zanzibar, ed lì iniziò la costruzione di una grande base navale. Questo atto fu una diretta minaccia alla secolare egemonia navale britannica, con il risultato che fallì ogni proposito di alleanza tra le due potenze. La Germania si trovava sempre più isolata. Herbert von Bismarck, figlio di Otto, era una delle voci antibritanniche più forti nel Reichstag tra fine Ottocento e primo Novecento.
Nel 1905 la Germania arrivò quasi alla guerra con la Gran Bretagna e la Francia poiché quest'ultima tentò di instaurare un protettorato sul Marocco. La Germania si agitò per le mire francesi sul Marocco, dichiarando il suo sostegno all'indipendenza dello Stato nordafricano. Guglielmo II fece un discorso provocatore su quest'argomento. L'anno seguente venne tenuta una conferenza nella quale tutti gli stati europei, eccetto l'Austria-Ungheria (ormai ridotta a poco più di uno Stato-satellite), parteggiarono per la Francia. Tuttavia venne raggiunto un compromesso con il quale la Francia rinunciava al controllo di parte del Marocco.
Il 1911 vide un'altra disputa sul Marocco, poiché la Francia tentò di reprimere con la forza una rivolta scoppiata nel paese nordafricano. La Germania, disseppellendo la polemica di pochi anni prima, si accordava con la Francia, con la quale otteneva dei territori in Africa centrale in cambio di non intervenire nelle questioni marocchine. Nel 1912 il Marocco divenne un protettorato francese a tutti gli effetti.

### Prima guerra mondiale e rivoluzione

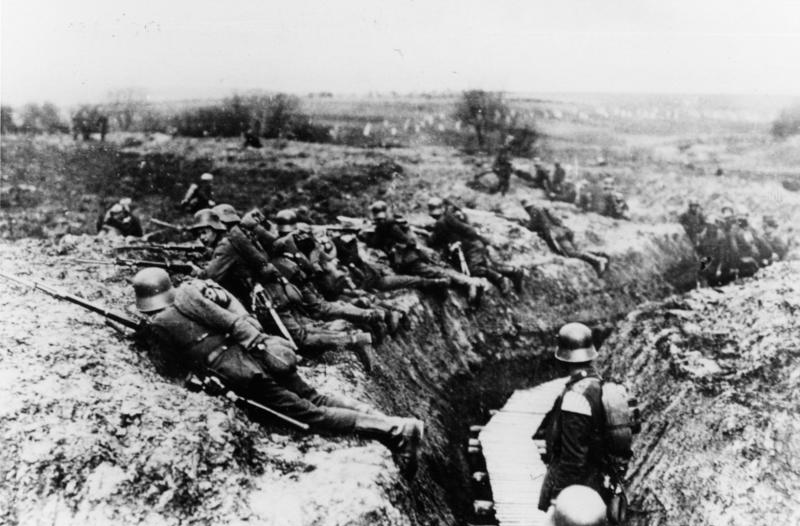
Soldati tedeschi in trincea durante il primo conflitto mondiale

Le politiche imperialiste e il perseguimento degli interessi nazionali portarono nel 1914 allo scoppio della prima guerra mondiale. La scintilla fu rappresentata dall'assassinio dell'Arciduca Francesco Ferdinando d'Austria e di sua moglie, avvenuto a Sarajevo il 28 giugno 1914 per mano di un nazionalista serbo. Tuttavia, le ragioni profonde dello scoppio del conflitto mondiale vanno individuate nelle opposte politiche, nella corsa agli armamenti, nella rivalità tedesco-britannica, nelle difficoltà dell'Impero austro-ungarico, nella politica russa nell'area dei Balcani, nell'affrettata mobilitazione e nel ricorso agli ultimatum (credendo erroneamente che la guerra sarebbe durata poco). L'impero combatteva a fianco di Austria-Ungheria, Bulgaria e dell'Impero Ottomano contro Francia, Gran Bretagna, Russia, Italia, Giappone e un certo numero di stati minori. Il conflitto si estese anche nell'estremo Oriente e in Africa.
A occidente la Germania combatté una guerra di trincea con battaglie sanguinose. Dopo una rapida marcia attraverso il Belgio, le truppe tedesche furono fermate presso il fiume Marna, a nord di Parigi. Le linee militari cambiarono assai poco in Francia fino alla fine della guerra. A oriente ci furono delle vittorie decisive contro la Russia. Con la battaglia di Tannenberg, nonché grazie a successivi successi austro-tedeschi, gran parte dell'esercito russo venne sconfitto. L'impero tedesco impose la pace nel 1917 alla neonata Unione Sovietica di Lenin.
Churchill ordinò un blocco navale nel Mare del Nord, che durò fino al 1919, causando il taglio dei rifornimenti alla Germania dei materiali grezzi e delle provviste alimentari. L'entrata in guerra nel 1917 degli Stati Uniti a fianco della Triplice intesa fu un elemento decisivo contro la Germania.
Alla fine di ottobre del 1918 a Kiel scoppiò una rivoluzione. Alcune unità della marina tedesca si rifiutarono di imbarcarsi per un'ultima offensiva su larga scala, poiché si resero conto che la guerra era ormai persa. Agli inizi di novembre la rivolta si allargò anche ad altre città della Germania.
L'imperatore Guglielmo II, come i principi degli altri stati, fu costretto ad abdicare. Il 9 novembre 1918 il socialdemocratico Philipp Scheidemann proclamò la repubblica. L'11 novembre venne siglato l'armistizio a Compiègne. Agli inizi del 1919 la rivolta venne soffocata.

## La Repubblica di Weimar (1919-1933)
In base al Trattato di Versailles, firmato il 28 giugno 1919, la Germania dovette cedere l'Alsazia, la Lorena, Eupen-Malmédy, lo Schleswig settentrionale e la zona di Memel. Le colonie tedesche passarono alla Francia e alla Gran Bretagna. Inoltre la Germania dovette cedere la provincia di Posen, la Prussia occidentale e parte della Slesia alla restaurata Polonia. L'area del Reno venne smilitarizzata e l'area della Saar venne governata dalla Lega delle Nazioni. L'esercito tedesco venne ridotto a solo centomila effettivi. Vaste quantità di materiale bellico vennero sequestrate. La marina militare venne ridotta. La Germania e i suoi alleati dovevano accettare la responsabilità della guerra e pagare ingenti somme per i danni di guerra. I termini di pace imposti provocarono un'amara indignazione in Germania, causando l'indebolimento del nuovo regime.

5000 marchi del 1922 (fronte)

L'11 agosto 1919 la nuova costituzione della Repubblica di Weimar entrò in vigore, con Friedrich Ebert primo presidente. La Repubblica di Weimar del primo dopoguerra (1919-1933) fu un tentativo di stabilire un regime pacifico liberale e democratico in Germania. Ad ogni modo, il governo fu severamente limitato e afflitto da problemi economici e dalla debolezza inerente della costituzione di Weimar. Nel 1920, in seguito allo scioglimento di molti Freikorps, Wolfgang Kapp fece marciare i Freikorps ribelli fino a Berlino, proclamandosi cancelliere del Reich, ma il colpo di Stato durò solo quattro giorni e la rivolta venne repressa col sangue.

5000 marchi del 1922 (retro)

Di fronte all'animosità di Francia e Gran Bretagna e al ritiro degli Stati Uniti dall'Europa, la Germania fu il primo Stato ad avviare relazioni diplomatiche con l'Unione Sovietica. Con il Trattato di Rapallo la Germania accordò all'Unione Sovietica il riconoscimento de jure.
Quando la Germania mancò di pagare i danni di guerra, nel gennaio 1923 l'esercito francese e belga invase la ricca area della Ruhr. Il governo tedesco incoraggiò gli abitanti della Ruhr a una resistenza passiva. La resistenza passiva provocò danni effettivi al governo francese, ma ebbe anche la conseguenza di portare all'iperinflazione tutta la Germania. Molti di coloro che avevano perso ricche fortune divennero giocoforza nemici della debole repubblica, nonché simpatizzanti degli emergenti movimenti di estrema destra. Nel settembre del 1923, il cancelliere Gustav Stresemann, viste le condizioni economiche, chiese di porre fine alla resistenza passiva nella Ruhr. Nel novembre dello stesso anno venne introdotta una nuova moneta, il Rentenmark, in modo da fermare l'iperinflazione. I successivi sei anni le condizioni economiche migliorarono, tanto che nel 1928 la produzione industriale aveva raggiunto i livelli antecedenti alla guerra.
La sera dell'8 novembre 1923 seicento uomini armati delle Sturmabteilungen (SA) circondarono una birreria di Monaco, dove i capi dello Stato bavarese e i Reichwehr si radunarono per un incontro. Le SA erano guidate da Adolf Hitler, il quale tentò di obbligare i presenti all'incontro di marciare verso Berlino per conquistare il potere (putsch di Monaco). Hitler venne arrestato e condannato a cinque anni di prigionia, ma dopo nemmeno un anno venne liberato.
Le elezioni del 1924 portarono alla vittoria dei movimenti politici di destra. nel 1925 divenne presidente il maresciallo Paul von Hindenburg.
Nell'ottobre del 1925 venne siglato il Trattato di Locarno, tra Germania, Francia, Belgio e Gran Bretagna, con il quale veniva riconosciuto il confine tedesco con la Francia e il Belgio. Inoltre la Gran Bretagna, l'Italia e il Belgio si impegnarono ad aiutare la Francia nel caso che le truppe tedesche avessero marciato nella Renania. Il Trattato di Locarno facilitò l'entrata della Germania alla Lega delle Nazioni.
Il crollo di Wall Street del 1929 segnò l'inizio della Grande depressione. Le conseguenze della crisi economica mondiale toccarono anche la Germania, dove la situazione deteriorò rapidamente. Nel luglio del 1931 fallì una delle più grosse banche tedesche, la Darmstätter und Nationalbank, e nel 1932 il numero di disoccupati arrivò a toccare quota sei milioni.

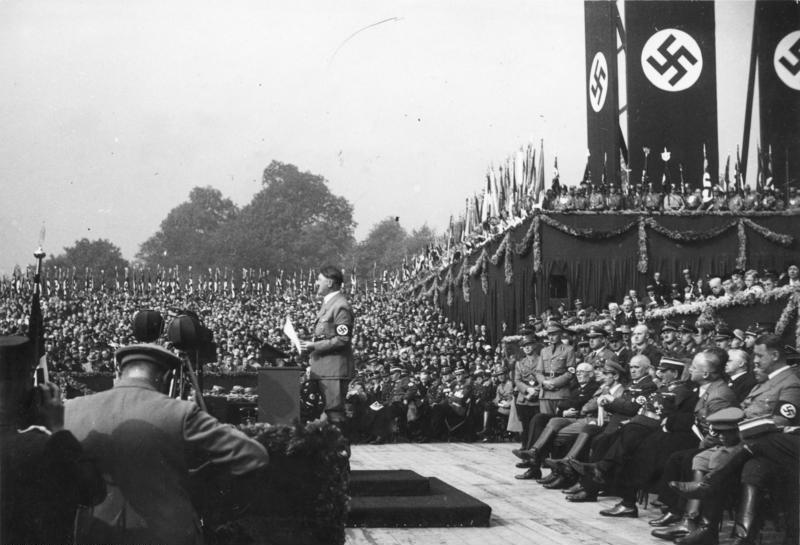
Hitler durante un discorso a Monaco di Baviera nel 1933

Il nuovo declino economico, combinato con i ricordi dell'iperinflazione del 1923 e l'opposizione nazionalista derivante dalle condizioni draconiane del Trattato di Versailles, minarono il governo di Weimar all'interno e all'esterno. Adolf Hitler, con il suo Partito Nazionalsocialista dei Lavoratori Tedeschi (NSDAP), capitalizzò la situazione e la crescente disoccupazione. Facendo leva sui temi razziali e sulla promessa di ridare un lavoro ai disoccupati i Nazisti diedero la colpa dei mali tedeschi a una cospirazione ebraica, sostenendo che la prima guerra mondiale era stata persa a causa del tradimento interno (la cosiddetta Dolchstoßlegende).
Il 30 gennaio 1933, dopo forti pressioni dell'ex cancelliere Franz von Papen, Hindenburg nominò Adolf Hitler cancelliere del terzo Reich.

## Ascesa e sconfitta del Nazismo (1933-1945)
Per assicurarsi la maggioranza al Reichstag del Partito Nazista, Hitler fece indire nuove elezioni. Il 27 febbraio 1933 scoppiò un incendio nel Reichstag. Hitler diede la colpa, anche senza prove, ai comunisti e convinse il presidente Hindenburg ad emanare il Decreto dell'incendio del Reichstag, il quale, rimasto in vigore fino al 1945, aboliva molti diritti politici e umani previsti nella costituzione della Repubblica di Weimar. Vennero bandite le agitazioni comuniste, ma per il momento non il Partito comunista. Undicimila attivisti comunisti e socialisti vennero arrestati e imprigionati nei campi di concentramento dove furono alla mercé della Gestapo, la nuova polizia segreta. Nell'aprile del 1933 venne proscritto il Partito Comunista.
Dopo che l'NSDAP ebbe guadagnato la maggioranza relativa del voto popolare nelle due elezioni generali del 1932, Hitler venne nominato Reichskanzler (Cancelliere) dal Presidente Paul von Hindenburg il 30 gennaio 1933, con l'aiuto di monarchici, magnati dell'industria e conservatori come quelli del Partito Popolare Nazionale Tedesco (DNVP). Dopo la morte di Hindenburg (agosto 1934), Hitler passò una legge che dichiarava la presidenza vacante, trasferendo i poteri della presidenza al cancellierato nel titolo di Führer (capo) della Germania Nazista. Una volta al potere, Hitler e il suo partito, prima minarono e poi abolirono le istituzioni democratiche e i partiti di opposizione, per arrivare a fondare il "Terzo Reich".
Sul finire del mese di giugno del 1934 disse alle SS di assediare Ernst Röhm e i suoi luogotenenti, poiché ne vedeva una minaccia, e di giustiziarli senza alcuna prova (Notte dei lunghi coltelli).
Le SS divennero un'organizzazione indipendente sotto la guida di Heinrich Himmler. Himmler divenne anche supervisore dei campi di concentramento.
Hitler fece ricostituire l'aviazione militare e reintrodusse il servizio di leva. Il riarmo della Germania fu una violazione del Trattato di Versailles, ma nessuna delle potenze europee occidentali protestò. Nel 1936 le truppe tedesche marciarono nella Renania. In questo caso, in base al Trattato di Locarno, il Regno Unito doveva intervenire a favore della Francia. Ma visto che il governo francese non protestò, la Gran Bretagna decise di non intervenire. Intanto la posizione di Hitler si rafforzava in occasione delle Olimpiadi del 1936 ospitate proprio a Berlino.
In sei anni, il regime nazista preparò la nazione alla seconda guerra mondiale e attuò le leggi discriminatorie contro gli ebrei e altri gruppi di presunta origine non-germanica, passando nel novembre 1935 le leggi razziali con le quali gli ebrei perdevano la cittadinanza tedesca; questa legge colpì circa mezzo milione di individui. La leadership nazista tentò di rimuovere o soggiogare la popolazione ebraica della Germania Nazista, e in seguito quella delle nazioni occupate, attraverso la deportazione forzata e, da ultimo, con il genocidio conosciuto come Olocausto. Una politica simile venne attuata nei confronti delle popolazioni Rom e Sinti, dei gay, degli obbiettori di coscienza e dei Testimoni di Geova.
Dopo aver fondato l'asse Roma-Berlino ed aver firmato con il Giappone il Patto anti-Comintern, Hitler iniziò a praticare una politica estera più aggressiva. Nel marzo del 1938 iniziò l'invasione dell'Austria (Anschluss). Poche settimane dopo avvenne l'annessione dell'Austria alla Germania nazista con un voto plebiscitario. Sebbene il Trattato di Saint-Germain impediva l'unificazione tra Austria e Germania, anche questa volta le potenze occidentali non mossero dito.

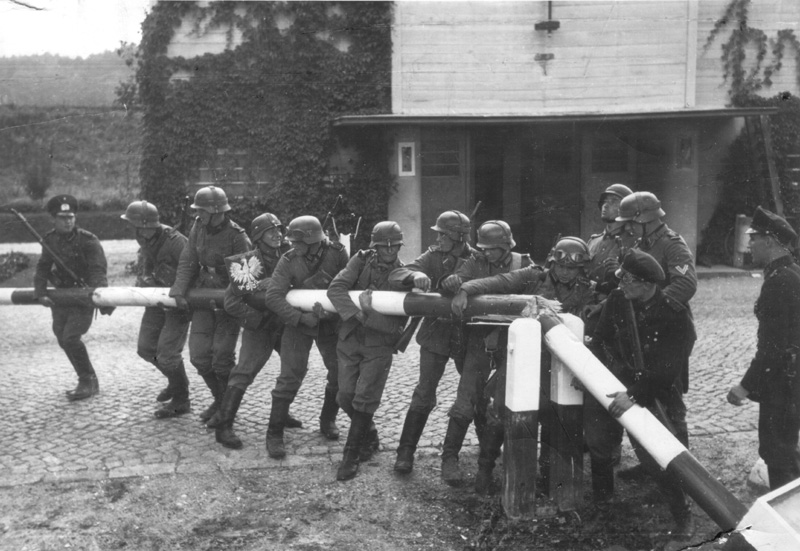
Soldati tedeschi oltrepassano il confine polacco, è l'inizio della seconda guerra mondiale

Dopo aver annesso l'Austria, Hitler si rivolse alla regione dei Sudeti, dove viveva una consistente minoranza germanofona in Cecoslovacchia (ottobre 1938). Con la Conferenza di Monaco, Hitler dichiarò che le rivendicazioni territoriali tedesche erano finite. Tuttavia solo dopo sei mesi la Conferenza di Monaco, con il pretesto di una lite tra cechi e slovacchi, la Germania si prese il resto delle terre Ceche come "Protettorato del Reich" (marzo 1939). Lo stesso mese si assicurò il ritorno della città di Memel. In questa occasione Neville Chamberlain ammise che la sua politica di appeasement verso la Germania aveva fallito e si dimise. Nell'agosto 1939 la Germania firmò un patto di aiuto reciproco e di non aggressione con l'Unione Sovietica di Stalin Patto Molotov-Ribbentrop. Il patto prevedeva la spartizione della Polonia, la riannessione dei Paesi Baltici da parte dell'URSS. Stalin si impegnava a rifornire la Germania Nazista di materie prime a sostegno della sua industria bellica. Infine, la Germania Nazista, nel settembre 1939 invase la Polonia, rompendo il patto di non aggressione e dando il via alla seconda guerra mondiale. La parte occupata della Polonia venne convertita in un laboratorio per le politiche demografiche naziste, chiamato Governatorato Generale.

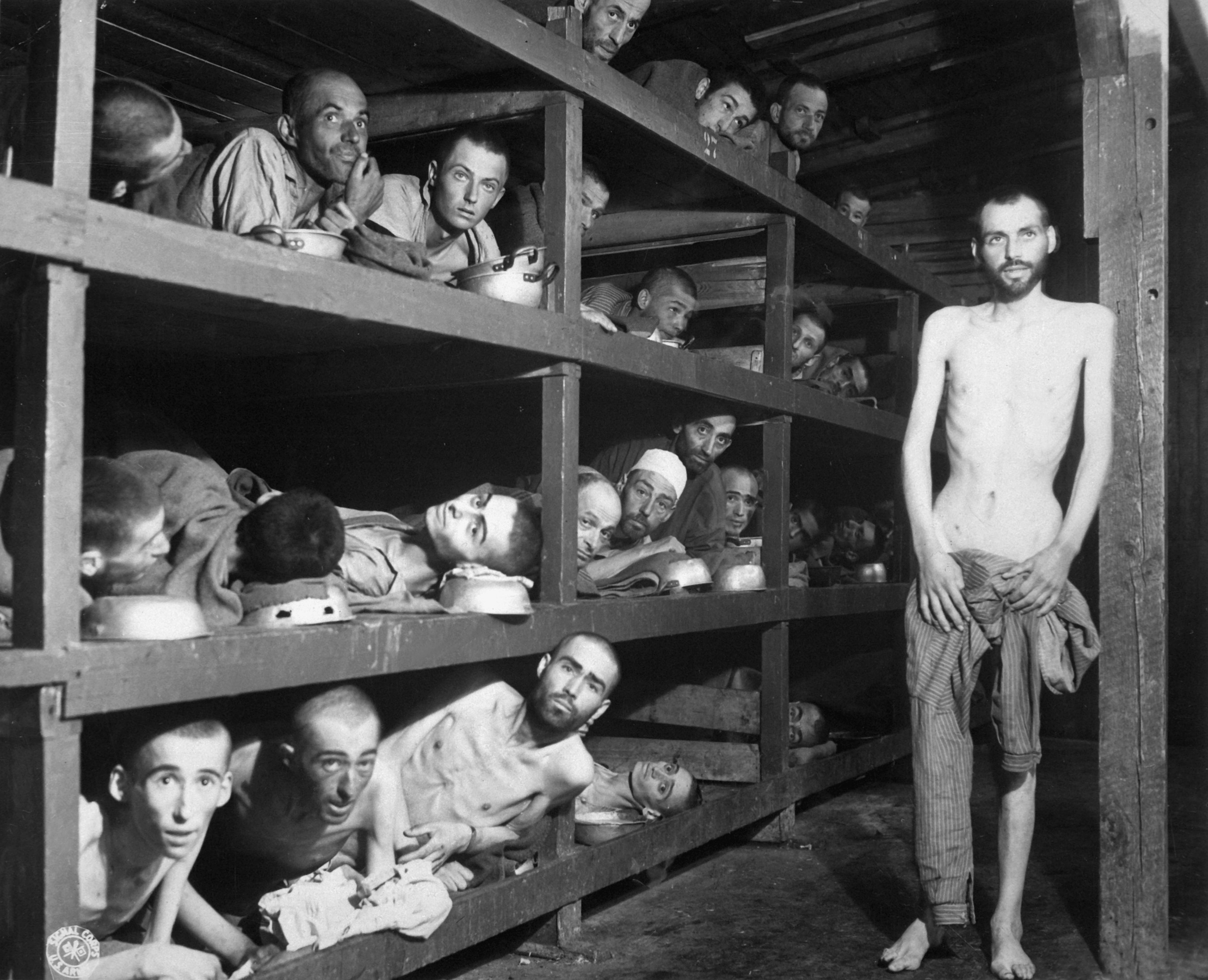
Prigionieri nelle baracche dei lager

Per il 1945, la Germania Nazista e i suoi alleati dell'Asse (Italia fascista e Impero giapponese) vennero sconfitti – principalmente dalle forze di Stati Uniti d'America, Unione Sovietica e Regno Unito. Gran parte dell'Europa giaceva in rovine, decine di milioni di persone erano state uccise, molte di queste erano civili, così come i sei milioni di ebrei uccisi nell'Olocausto. La Seconda guerra mondiale risultò nella distruzione delle infrastrutture politiche ed economiche della Germania, portando alla sua divisione, a una notevole perdita di territorio ad Est e al peso di un'eredità umiliante.
I primi due anni di guerra furono favorevoli alla Germania e ai suoi alleati, ma dopo l'esito negativo della battaglia d'Inghilterra del 1940, e l'abbandono del piano d'invasione del Regno Unito, nel dicembre 1941 la corrente si invertì quando l'invasione tedesca in Russia si fermò alle porte di Mosca e all'entrata in guerra degli Stati Uniti a fianco degli Alleati. Con la battaglia di Stalingrado nel 1943 con lo sbarco in Normandia nel 1944 la Germania nazista iniziava ad intravedere la catastrofe. Verso la fine del 1944 la Germania era accerchiata ad occidente dagli anglo-americani e da oriente dai sovietici. Nel maggio 1945 la Germania nazista collassò quando Berlino venne conquistata dalle truppe sovietiche. Hitler si suicidò nel suo bunker sotterraneo il 30 aprile 1945.
Nel settembre 1945 la Germania nazista, insieme ai suoi alleati, era sconfitta e distrutta, grazie alle armate anglo-americane e sovietiche. La guerra portò alla distruzione delle infrastrutture politiche ed economiche della Germania.

## La Germania dal 1945

### Dopoguerra e divisione della Germania

Zone di occupazione alleate nel 1947

I tedeschi si riferiscono spesso al 1945 come alla Stunde Null (ora zero) per descrivere il collasso quasi totale della loro nazione. Alla Conferenza di Potsdam, la Germania venne divisa in quattro zone di occupazione dagli Alleati (Francia, USA, Gran Bretagna e URSS). Inoltre gli Alleati si accordarono che il territorio tedesco ad est della linea Oder-Neisse venisse ceduto alla Polonia e all'Unione Sovietica (Oblast' di Kaliningrad). Inoltre la Conferenza di Potsdam fissò l'abolizione della Prussia e l'espulsione dei tedeschi che vivevano in quei territori. Durante l'esodo, migliaia di tedeschi morirono.
Negli anni dell'immediato dopoguerra la popolazione tedesca era costretta a vivere di stenti e la politica economica degli Alleati era di impedirne l'industrializzazione. Le cose cambiarono verso la fine del 1946 quando si stava profilando all'orizzonte la divisione del mondo in due blocchi contrapposti, così gli Stati Uniti iniziarono a finanziare la ricostruzione della Germania occidentale.
Le tre zone occidentali formarono la Repubblica Federale Tedesca, mentre la zona di occupazione sovietica divenne la Repubblica Democratica Tedesca. Entrambe furono fondate nel corso del 1949. Negli anni cinquanta la Repubblica Federale iniziò a conoscere un grande sviluppo economico. La RFT divenne membro dell'ONU nel 1955 e fondatore della futura Comunità Economica Europea nel 1958.
La Repubblica Democratica Tedesca fu uno Stato del blocco comunista sotto controllo politico e militare dell'Unione Sovietica. Sebbene rivendicasse di essere una democrazia, il potere politico della RDT era strettamente controllato dal Partito Socialista Unificato di Germania (SED). Il potere della SED era assicurato dall'attività della Stasi, un servizio segreto di enorme dimensione, insieme a una serie di organizzazioni della SED che tenevano sotto controllo tutti gli aspetti della società tedesco-orientale. La RDT divenne un paese ad economia pianificata. Mentre la propaganda della RDT si basava sui benefici del programma sociale e la presunta minaccia di un'invasione da parte della RFT, molti cittadini tedesco-orientali fuggirono, o almeno tentarono di fuggire, ad ovest. Nel 1961 venne costruito il muro di Berlino, simbolo della guerra fredda, per fermare le fughe ad occidente.
Negli anni sessanta venne in essere il desiderio di confrontarsi con il passato nazista. Manifestazioni di massa acclamarono la nuova Germania. Era nata la generazione del dopoguerra. Femminismo, ambientalismo e antinazionalismo divennero parti fondamentali dell'identità tedesca. Willy Brandt divenne cancelliere. Egli diede un importante contributo alla riconciliazione tra est e ovest. Attiva fin dal 1968, la Rote Armee Fraktion portò avanti una serie di attacchi terroristici, nella Germania Ovest, che si protrassero fino agli anni novanta.

### Riunificazione tedesca

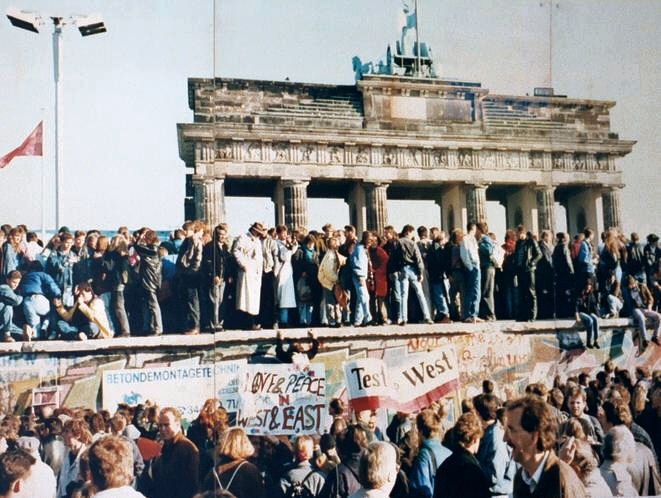
Abitanti di Berlino in cima al muro davanti alla Porta di Brandeburgo nei giorni prima che il muro fosse abbattuto (1989)

Le relazioni tra le due Germanie rimasero fredde fino a quando negli anni settanta il cancelliere Willy Brandt lanciò un controverso riavvicinamento con il blocco orientale (Ostpolitik). Sebbene fosse ancora impegnata ad alleviare le avversità delle famiglie divise dalla cortina di ferro, la RFT sotto Brandt fu impegnata a tenere il concetto di "due stati tedeschi in una nazione tedesca". Le relazioni migliorarono, tanto che nel 1973 le due Germanie furono ammesse all'ONU.
La separazione delle due Germanie durò fino alla fine della guerra fredda, quando nel 1989 cadde il Muro di Berlino. Nell'estate del 1989 migliaia di cittadini tedesco-orientali riuscirono ad emigrare ad ovest, attraverso l'Ungheria, poiché il paese magiaro aveva aperto le sue frontiere. Inoltre, altre migliaia di tedeschi dell'est tentarono l'emigrazione ad ovest, occupando le ambasciate della RFG nei paesi dell'Europa orientale, in particolare Praga. L'esodo di cittadini tedesco-orientali causò delle manifestazioni di massa per chiedere riforme politiche, economiche e sociali nella RDT. Questa rivoluzione pacifica della RDT nel 1989, che provocò una rapida riunificazione della Germania, viene chiamata Die Wende. Di fronte alle agitazioni del popolo, Erich Honecker, leader della RDT, fu costretto alle dimissioni nell'ottobre 1989. Il 9 novembre 1989, inaspettatamente, le autorità della RDT permisero ai loro cittadini di espatriare liberamente ad ovest. Centinaia di migliaia di tedeschi dell'est colsero al volo la possibilità di espatriare e si ammassarono lungo il muro di Berlino e ai confini con la RFT. Questo evento portò all'accelerazione delle riforme nella RDT e portando all'assorbimento dei suoi territori all'interno della Repubblica Federale di Germania. La riunificazione tra Est e Ovest avvenne il 3 ottobre 1990.

### Ruolo nell'Unione europea
La Germania riunificata, insieme alle altre nazioni europee, ha giocato un ruolo importante nell'Unione europea. La Germania sotto il cancellierato di Helmut Kohl, nel corso degli anni novanta è stata una tra gli Stati più favorevoli all'allargamento dell'Unione europea ad est. Il cancellierato di Kohl, artefice della riunificazione tedesca, durò fino al 1998. Nel 1998 diventò cancelliere il socialdemocratico Gerhard Schroeder. Schroeder espresse l'interesse per dare un seggio permanente all'ONU da attribuire alla Germania. Nel 2005 diventò cancelliere la cristiano-democratica Angela Merkel, nel 2021 Olaf Scholz dei Social Democratici (Spd) divenne Cancelliere, nelle elezioni del 2025 la CDU riprese potere e Friedrich Merz è il nuovo Cancelliere Tedesco.
.